# Liste aller Gemeinden Nordrhein-Westfalens A–E

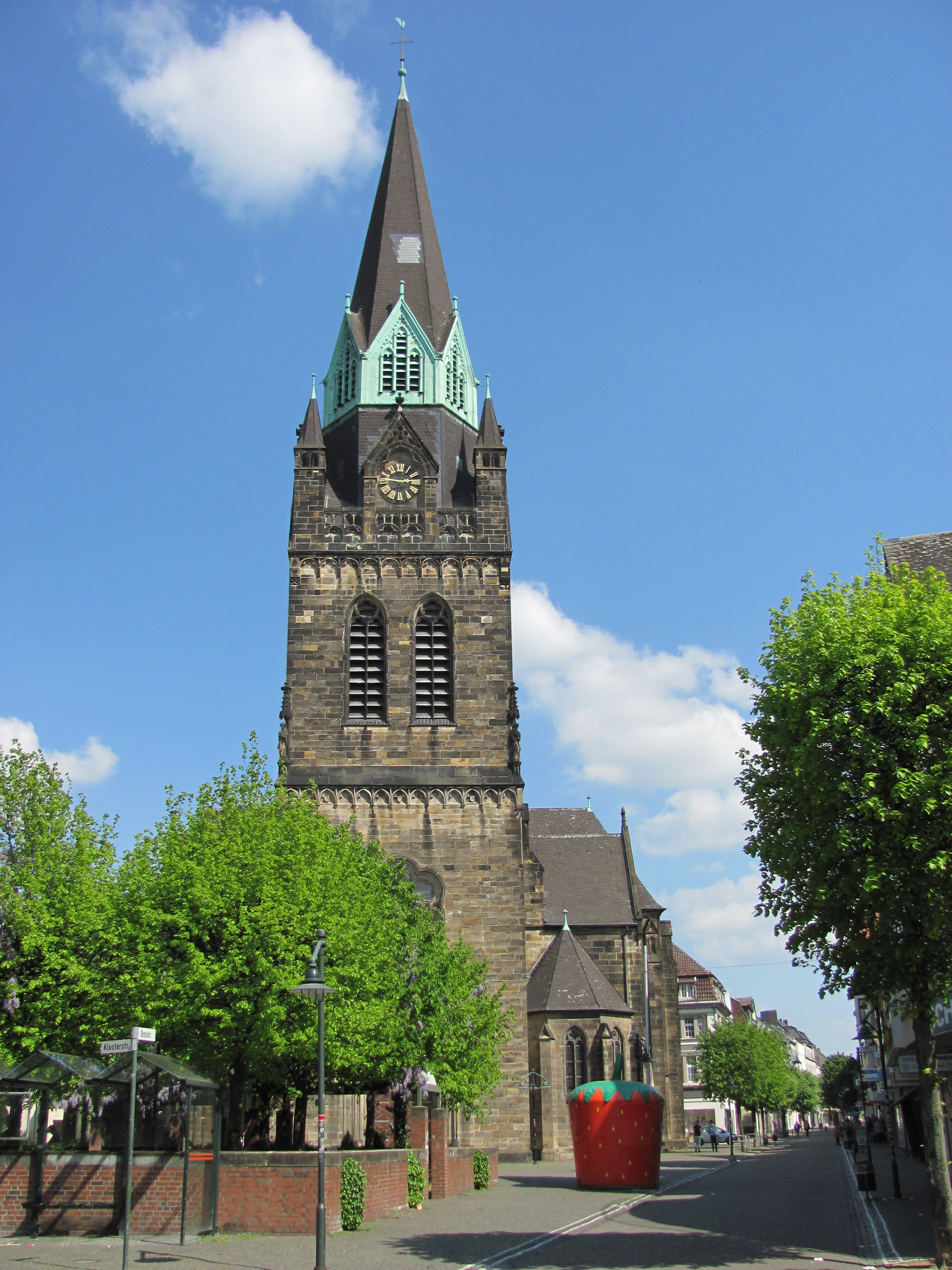
Marienkirche in Ahlen

Diese Liste enthält alle Gemeinden Nordrhein-Westfalens mit ihren Gebietsveränderungen. Die Gemeinden des lippischen Landesteils werden erst ab ihrer Zugehörigkeit zum Land Nordrhein-Westfalen mit ihren Gebietsänderungen aufgeführt. Die derzeit existierenden selbstständigen Gemeinden werden farblich hervorgehoben. Die Gebiete, die ins Land Nordrhein-Westfalen wechselten, sind grün, diejenigen, die es verließen, rot unterlegt.

## Abkürzungen und Erläuterungen

### Abkürzungen
- A = Auflösung
- ÄB = Änderung der Zugehörigkeit zu einem Regierungsbezirk
Anmerkung: Der Wechsel der Zugehörigkeit vom Regierungsbezirk Minden-Lippe zum Regierungsbezirk Detmold (Namensänderung) wird nicht angegeben!
- AGS = Amtlicher Gemeindeschlüssel
- ÄK = Änderung der Kreiszugehörigkeit
- ÄL = Änderung der Landeszugehörigkeit
- ÄNr = Änderung der Amtlichen Gemeindeschlüsselnummer
- ÄS = Änderung der Staatszugehörigkeit
- B = Beitritt zum Land Nordrhein-Westfalen
- E = Eingliederung
- FB = Forstbezirk
- GA = Gebietsaustausch
- GB = Gutsbezirk
- GG = gemeindefreies Gebiet
- N = Neubildung
- NÄ = Namensänderung
- NÄK = Namensänderung des zugehörigen Kreises (Landkreises)
- TA = Ausgliederung eines Teils (Teilausgliederung)
- TE = Eingliederung eines Teils (Teileingliederung)
- TU = Umgliederung eines Teils (Teilumgliederung)
- U = Umgliederung
- grt = größtenteils
- t = teilweise

### Hochgestellte römische Zahlen
Wenn es mehrere Gemeinden mit demselben Namen gibt, werden diese in der Liste mit Hilfe hochgestellter römischer Zahlen unterschieden.

### Hinweis zum Amtlichen Gemeindeschlüssel
In den Tabellen werden die ersten beiden Ziffern 05 der Landeskennung für Nordrhein-Westfalen nicht angegeben.

## Bezeichnungen der Kreise und Landkreise
- Bei der Gründung des Landes Nordrhein-Westfalen hieß die Bezeichnung generell Kreis
- Seit dem 1. Oktober 1953 war die Bezeichnung Landkreis
- Seit dem 1. Oktober 1969 ist die einheitliche Bezeichnung wieder Kreis.
- Für Kreise/Landkreise wie z. B. den Ennepe-Ruhr-Kreis blieb die Bezeichnung einheitlich Kreis.

## Bezeichnungen der kreisfreien Städte und Stadtkreise
- Bis zum 30. September 1953 handelte es sich um einen Stadtkreis.
- Ab dem 1. Oktober 1953 ist die Bezeichnung kreisfreie Stadt.

## Liste

### A

#### Aa bis Ah
| Gemeinde         | AGS      | Datum      | Kreiszugehörigkeit; Maßnahme |
| ---------------- | -------- | ---------- | --- |
| Aachen           | 4 11 000 | 23.08.1946 | B; kreisfreie Stadt, bis 1953 Stadtkreis Aachen                                                                                          |
| Aachen           | 4 11 000 | 01.04.1949 | ÄS > Belgien (TU > Raeren) |
| Aachen           | 4 11 000 | 28.08.1958 | ÄS < Belgien (TU < Raeren) |
| Aachen           | 4 11 000 | 01.01.1972 | E < Eilendorf und Laurensberg; TE < Brand, Broichweiden, HaarenI, Kornelimünster, Richterich, Stolberg (Rheinland), Walheim und Würselen |
| Aachen           | 3 13 000 | 01.08.1972 | ÄB > Regierungsbezirk Köln |
| Aachen           | 3 34 002 | 21.10.2009 | ÄK > Städteregion Aachen |
| Abenden          | 4 32 751 | 23.08.1946 | B; Kreis, bis 1969 Landkreis Düren |
| Abenden          | 4 32 751 | 01.01.1972 | A > Nideggen |
| Adendorf         | 3 32 511 | 23.08.1946 | B; Landkreis Bonn |
| Adendorf         | 3 32 511 | 01.08.1969 | A > Wachtberg |
| Aegidienberg     | 3 37 211 | 23.08.1946 | B; Siegkreis |
| Aegidienberg     | 3 37 211 | 01.08.1969 | A > Bad Honnef |
| Affeln           |          |            | → Freiheit Affeln |
| Afferde          | 9 41 511 | 23.08.1946 | B; Landkreis Unna |
| Afferde          | 9 41 511 | 01.01.1968 | A > Unna |
| Afholderbach     | 8 39 711 | 23.08.1946 | B; Landkreis Siegen |
| Afholderbach     | 8 39 711 | 01.01.1969 | A > Netphen |
| Ahaus            | 5 31 111 | 23.08.1946 | B; Kreis, bis 1969 Landkreis Ahaus |
| Ahaus            | 5 31 111 | 01.04.1966 | TE < Wüllen |
| Ahaus            | 5 31 111 | 01.07.1969 | E < Ammeln und Wüllen |
| Ahaus            | 5 54 004 | 01.01.1975 | E < Alstätte, Ottenstein und Wessum; TE < Heek; ÄK > Kreis Borken                                                                        |
| Ahden            | 7 32 311 | 23.08.1946 | B; Kreis, bis 1969 Landkreis Büren |
| Ahden            | 7 32 311 | 01.01.1975 | A > BürenI |
| Ahle             | 7 35 311 | 23.08.1946 | B; Landkreis Herford |
| Ahle             | 7 35 311 | 01.01.1969 | A > Bünde |
| Ahlen            | 5 32 111 | 23.08.1946 | B; Kreis, bis 1969 Landkreis Beckum |
| Ahlen            | 5 32 111 | 01.07.1969 | E < Altahlen, Dolberg und Neuahlen |
| Ahlen            | 5 70 004 | 01.01.1975 | E < Vorhelm; TE < Heessen; TA > HammI (aus Altahlen); ÄK > Kreis Warendorf                                                               |
| Ahlsen-Reineberg | 7 38 511 | 23.08.1946 | B; Kreis, bis 1969 Landkreis Lübbecke |
| Ahlsen-Reineberg | 7 38 511 | 01.01.1973 | A > Hüllhorst (grt) und Lübbecke |
| Ahrdorf          | 4 36 211 | 23.08.1946 | B; Landkreis Schleiden |
| Ahrdorf          | 4 36 211 | 01.07.1969 | A > Blankenheim |
| Ahsen            | 6 37 211 | 23.08.1946 | B; Kreis, bis 1969 Landkreis Recklinghausen                                                                                              |
| Ahsen            | 6 37 115 | 01.01.1965 | ÄNr |
| Ahsen            | 6 37 115 | 01.01.1975 | A > Datteln |

#### Al
| Gemeinde              | AGS          | Datum                | Kreiszugehörigkeit; Maßnahme                                                                                               |
| --------------------- | ------------ | -------------------- | --- |
| Albachten             | 5 36 311     | 23.08.1946           | B; Kreis, bis 1969 Landkreis Münster                                                                                       |
| Albachten             | 5 36 311     | 01.01.1975           | A > Münster |
| Albaxen               | 7 36 511     | 23.08.1946           | B; Landkreis, ab dem 01.10.1969 Kreis Höxter                                                                               |
| Albaxen               | 7 36 511     | 01.01.1970           | A > Höxter |
| Albersloh             | 5 36 611     | 23.08.1946           | B; Kreis, bis 1969 Landkreis Münster                                                                                       |
| Albersloh             | 5 36 611     | 01.01.1975           | A > Münster und Sendenhorst (grt)                                                                                          |
| Alchen                | 8 39 511     | 23.08.1946           | B; Landkreis Siegen |
| Alchen                | 8 39 511     | 01.10.1962           | GA < > Lindenberg |
| Alchen                | 8 39 511     | 01.01.1969           | A > Freudenberg |
| Aldekerk              | 2 33 211     | 23.08.1946           | B; Landkreis Geldern |
| Aldekerk              | 2 33 211     | 01.07.1969           | A > Kerken |
| Aldenhoven            | 4 34 211     | 23.08.1946           | B; Kreis, bis 1969 Landkreis Jülich                                                                                        |
| Aldenhoven            | 4 32 114     | 01.01.1972           | E < Dürboslar, Engelsdorf, Freialdenhoven, Niedermerz, PatternI bei Aldenhoven, SchleidenI und Siersdorf; ÄK > Kreis Düren |
| Aldenhoven            | 3 39 111     | 01.08.1972           | ÄB > Regierungsbezirk Köln                                                                                                 |
| Aldenhoven            | 3 58 004     | 01.01.1975           | ÄNr |
| Alendorf              | 4 36 212     | 23.08.1946           | B; Landkreis Schleiden |
| Alendorf              | 4 36 212     | 01.07.1969           | A > Blankenheim |
| Alertshausen          | 8 42 211     | 23.08.1946           | B; Kreis, bis 1969 Landkreis Wittgenstein                                                                                  |
| Alertshausen          | 8 42 211     | 01.01.1975           | A > Bad Berleburg |
| Alfen                 | I7 40 411I   | 23.08.1946           | B; Landkreis Paderborn |
| Alfen                 | I7 40 411I   | 01.07.1969           | A > Borchen |
| Alfter                | 3 32 311     | 23.08.1946           | B; Landkreis Bonn |
| Alfter                | II3 37 111II | 01.08.1969           | E < Gielsdorf, Impekoven, Oedekoven und Witterschlick; ÄK > Rhein-Sieg-Kreis                                               |
| Alfter                | 3 82 004     | 01.01.1975           | ÄNr |
| Alhausen              | 7 36 411     | 23.08.1946           | B; Landkreis, ab dem 01.10.1969 Kreis Höxter                                                                               |
| Alhausen              | 7 36 411     | 01.01.1970           | A > Bad Driburg |
| Allagen               | 8 32 611     | 23.08.1946           | B; Kreis, bis 1969 Landkreis Arnsberg                                                                                      |
| Allagen               | 8 32 611     | 01.01.1966           | TA > Sichtigvor |
| Allagen               | 8 32 611     | 01.01.1975           | A > Warstein |
| Allen                 | 9 41 411     | 23.08.1946           | B; Landkreis Unna |
| Allen                 | 9 41 411     | 01.01.1968           | A > Rhynern |
| Allenbach             | 8 39 611     | 23.08.1946           | B; Landkreis Siegen |
| Allenbach             | 8 39 611     | 01.01.1969           | A > Hilchenbach |
| Allendorf             | 8 32 511     | 23.08.1946           | B; Landkreis Arnsberg |
| Allendorf             | 8 32 511     | ?                    | NÄ > Allendorf (Sauerland)                                                                                                 |
| Allendorf (Sauerland) | 8 32 511     | ?                    | NÄ < Allendorf; Kreis, bis 1969 Landkreis Arnsberg                                                                         |
| Allendorf (Sauerland) | 8 32 511     | 01.01.1975           | A > Schmallenberg |
| Alme                  | 8 33 711     | 23.08.1946           | B; Kreis, bis 1969 Landkreis Brilon                                                                                        |
| Alme                  | 8 33 711     | 01.01.1975           | A > Brilon |
| Almena                | I7 37 116I   | 21.01.1947           | ÄL < Lippe; Landkreis Lemgo                                                                                                |
| Almena                | I7 37 116I   | 01.01.1969           | A > Extertal |
| Almsick               | I5 31 511I   | 23.08.1946           | B; Landkreis Ahaus |
| Almsick               | I5 31 511I   | 01.08.1964           | A > Kirchspiel Stadtlohn                                                                                                   |
| Alpen                 | 2 37 211     | 23.08.1946           | B; Landkreis Moers |
| Alpen                 | 2 37 129     | 01.07.1969           | E < Menzelen und Veen |
| Alpen                 | 1 70 004     | 01.01.1975           | TE < Xanten (aus Birten); GA < > Rheinberg; ÄK > Kreis Wesel                                                               |
| Alsdorf               | 4 31 111     | 23.08.1946           | B; Kreis, bis 1969 Landkreis Aachen                                                                                        |
| Alsdorf               | 4 31 111     | 01.01.1972           | E < Bettendorf und Hoengen; TE < Bardenberg, Broichweiden und Kinzweiler                                                   |
| Alsdorf               | 3 38 111     | 01.08.1972           | ÄB > Regierungsbezirk Köln                                                                                                 |
| Alsdorf               | 3 54 004     | 01.01.1975           | ÄNr |
| Alsdorf               | 3 34 004     | 21.10.2009           | ÄK > Städteregion Aachen                                                                                                   |
| Alstätte              | 5 31 611     | 23.08.1946           | B; Kreis, bis 1969 Landkreis Ahaus                                                                                         |
| Alstätte              | 5 31 611     | 01.01.1975           | A > Ahaus |
| Alswede               | 7 38 211     | 23.08.1946           | B; Kreis, bis 1969 Landkreis Lübbecke                                                                                      |
| Alswede               | 7 38 211     | 01.01.1973           | A > Espelkamp (grt) und Lübbecke                                                                                           |
| Altahlen              | 5 32 211     | 23.08.1946           | B; Landkreis Beckum |
| Altahlen              | 5 32 211     | 01.07.1969           | A > Ahlen |
| Altastenberg          | 8 33 611     | 23.08.1946           | B; Kreis, bis 1969 Landkreis Brilon                                                                                        |
| Altastenberg          | 8 33 611     | 01.01.1975           | A > Winterberg |
| Altdorf               | 4 34 411     | 23.08.1946           | B; Kreis, bis 1969 Landkreis Jülich                                                                                        |
| Altdorf               | 4 34 411     | 01.01.1972           | A > Inden |
| Altena                | 8 31 111     | 23.08.1946           | B; Landkreis Altena |
| Altena                | 8 31 111     | 01.07.1959           | TE < Kesbern |
| Altena                | 8 31 111     | 01.04.1960           | TE < Nachrodt-Wiblingwerde                                                                                                 |
| Altena                | 8 31 111     | 01.01.1963           | TA > Evingsen |
| Altena                | 8 31 111     | 01.01.1969           | E < Dahle; TE < Evingsen, Lüdenscheid-Land und Nachrodt-Wiblingwerde; ÄK > Kreis, bis zum 30.09.1969 Landkreis Lüdenscheid |
| Altena                | 9 62 004     | 01.01.1975           | ÄK > Märkischer Kreis |
| Altenaffeln           | 8 32 212     | 23.08.1946           | B; Kreis, bis 1969 Landkreis Arnsberg                                                                                      |
| Altenaffeln           | 8 32 212     | 01.01.1975           | A > Neuenrade |
| Altenbeken            | 7 40 211     | 23.08.1946           | B; Kreis, bis 1969 Landkreis Paderborn                                                                                     |
| Altenbeken            | 7 74 004     | 01.01.1975           | E < Buke und Schwaney; TE < Neuenbeken                                                                                     |
| Altenberge            | 5 38 115     | 23.08.1946           | B; Kreis, bis 1969 Landkreis Steinfurt                                                                                     |
| Altenberge            | 5 66 004     | 01.01.1975           | ÄNr |
| Altenbergen           | 7 36 911     | 23.08.1946           | B; Landkreis, ab dem 01.10.1969 Kreis Höxter                                                                               |
| Altenbergen           | 7 36 911     | 01.01.1970           | A > Marienmünster |
| Altenbödingen         |              | 23.08.1946           | B; Siegkreis |
| Altenbödingen         | 01.10.1956   | A > Lauthausen       | |
| Altenbögge            |              | 23.08.1946           | B; Landkreis Unna |
| Altenbögge            | 01.04.1951   | A > Altenbögge-Bönen | |
| Altenbögge-Bönen      | 9 41 311     | 01.04.1951           | N < Altenbögge und Bönen; Landkreis Unna                                                                                   |
| Altenbögge-Bönen      | 9 41 311     | 01.01.1968           | A > Bönen |
| Altenbüren            | 8 33 211     | 23.08.1946           | B; Kreis, bis 1969 Landkreis Brilon                                                                                        |
| Altenbüren            | 8 33 211     | 01.01.1975           | A > Brilon (grt) und Olsberg                                                                                               |
| Altendonop            | I7 33 111I   | 21.01.1947           | ÄL < Lippe; Landkreis, ab dem 01.10.1969 Kreis Detmold                                                                     |
| Altendonop            | I7 33 111I   | 01.01.1970           | A > Blomberg |
| AltendorfI            | 3 32 512     | 23.08.1946           | B; Landkreis Bonn |
| AltendorfI            | 3 32 512     | 01.08.1969           | A > Meckenheim |
| AltendorfII           | 9 34 511     | 23.08.1946           | B; Ennepe-Ruhr-Kreis |
| AltendorfII           | 9 34 511     | 01.01.1970           | A > Essen (dort als Stadtteil Burgaltendorf)                                                                               |
| AltendorfIII          | 9 41 211     | 23.08.1946           | B; Landkreis Unna |
| AltendorfIII          | 9 41 211     | 01.01.1968           | A > Fröndenberg |
| Altendorf-Ulfkotte    | 6 37 511     | 23.08.1946           | B; Kreis, bis 1969 Landkreis Recklinghausen                                                                                |
| Altendorf-Ulfkotte    | 6 37 511     | 01.01.1975           | A > Dorsten (grt) und Gelsenkirchen                                                                                        |
| Altengeseke           | 8 36 211     | 23.08.1946           | B; Kreis, bis 1969 Landkreis Lippstadt                                                                                     |
| Altengeseke           | 8 36 211     | 01.01.1975           | A > Anröchte |
| Altenhagen            | 7 31 411     | 23.08.1946           | B; Kreis, bis 1969 Landkreis Bielefeld                                                                                     |
| Altenhagen            | 7 31 411     | 01.01.1973           | A > Bielefeld |
| Altenheerse           | 7 41 311     | 23.08.1946           | B; Kreis, bis 1969 Landkreis Warburg                                                                                       |
| Altenheerse           | 7 41 311     | 01.01.1975           | A > Willebadessen |
| Altenhellefeld        | 8 32 311     | 23.08.1946           | B; Kreis, bis 1969 Landkreis Arnsberg                                                                                      |
| Altenhellefeld        | 8 32 311     | 01.01.1975           | A > Meschede, Stadt und Sundern (Sauerland) (grt)                                                                          |
| Altenmellrich         | 8 36 212     | 23.08.1946           | B; Kreis, bis 1969 Landkreis Lippstadt                                                                                     |
| Altenmellrich         | 8 36 212     | 01.01.1975           | A > Anröchte |
| Altenrath             | 3 37 311     | 23.08.1946           | B; Siegkreis |
| Altenrath             | 3 37 311     | 01.08.1969           | A > Troisdorf |
| Altenrüthen           | 8 36 411     | 23.08.1946           | B; Kreis, bis 1969 Landkreis Lippstadt                                                                                     |
| Altenrüthen           | 8 36 411     | 01.01.1975           | A > Rüthen |
| Altenseelbach         | 8 39 211     | 23.08.1946           | B; Landkreis Siegen |
| Altenseelbach         | 8 39 211     | 01.01.1969           | A > NeunkirchenI |
| Altkalkar             | 1 36 411     | 23.08.1946           | B; Landkreis Kleve |
| Altkalkar             | 1 36 411     | 01.07.1969           | A > KalkarII |
| Altlünen              | 5 35 211     | 23.08.1946           | B; Kreis, bis 1969 Landkreis Lüdinghausen                                                                                  |
| Altlünen              | 5 35 211     | 01.01.1975           | A > Lünen |
| Altrhede              |              | 23.08.1946           | B; Landkreis Borken |
| Altrhede              | 01.04.1955   | A > Rhede            | |
| Altschermbeck         | 6 37 411     | 23.08.1946           | B; Kreis, bis 1969 Landkreis Recklinghausen                                                                                |
| Altschermbeck         | 6 37 411     | 01.01.1975           | A > Dorsten und Schermbeck (grt)                                                                                           |
| Alverdissen           | I7 37 117I   | 21.01.1947           | ÄL < Lippe; Landkreis Lemgo                                                                                                |
| Alverdissen           | I7 37 117I   | 01.01.1969           | A > Barntrup |
| Alverskirchen         | 5 36 612     | 23.08.1946           | B; Kreis, bis 1969 Landkreis Münster                                                                                       |
| Alverskirchen         | 5 36 612     | 01.01.1975           | A > Everswinkel (grt) und Sendenhorst                                                                                      |

#### Am
| Gemeinde          | AGS        | Datum      | Kreiszugehörigkeit; Maßnahme                         |
| ----------------- | ---------- | ---------- | ---------------------------------------------------- |
| Amecke            | 8 32 512   | 23.08.1946 | B; Landkreis Arnsberg                                |
| Amecke            | 8 32 512   | ?          | NÄ > Amecke (Sorpesee)                               |
| Amecke (Sorpesee) | 8 32 512   | ?          | NÄ < Amecke; Kreis, bis 1969 Landkreis Arnsberg      |
| Amecke (Sorpesee) | 8 32 512   | 01.01.1975 | A > Sundern (Sauerland)                              |
| Amelsbüren        | 5 36 411   | 23.08.1946 | B; Kreis, bis 1969 Landkreis Münster                 |
| Amelsbüren        | 5 36 411   | 01.01.1975 | A > Münster                                          |
| Amelunxen         | 7 36 211   | 23.08.1946 | B; Landkreis, ab dem 01.10.1969 Kreis Höxter         |
| Amelunxen         | 7 36 211   | 01.01.1970 | A > Beverungen                                       |
| Amern             | I1 35 116I | 23.08.1946 | B; Landkreis, ab dem 01.10.1969 Kreis Kempen-Krefeld |
| Amern             | I1 35 116I | 01.01.1970 | A > Nettetal, Schwalmtal (grt) und Viersen           |
| Aminghausen       | 7 39 711   | 23.08.1946 | B; Kreis, bis 1969 Landkreis Minden                  |
| Aminghausen       | 7 39 711   | 01.01.1973 | A > Minden                                           |
| Ammeln            | 5 31 711   | 23.08.1946 | B; Landkreis Ahaus                                   |
| Ammeln            | 5 31 711   | 01.07.1969 | A > Ahaus                                            |
| Ammeloe           | 5 31 115   | 23.08.1946 | B; Landkreis Ahaus                                   |
| Ammeloe           | 5 31 115   | 01.04.1958 | GA < > Vreden                                        |
| Ammeloe           | 5 31 115   | 01.07.1969 | A > Vreden                                           |
| Ampen             | 8 40 211   | 23.08.1946 | B; Landkreis Soest                                   |
| Ampen             | 8 40 211   | 01.07.1969 | A > Soest                                            |
| Amshausen         | 7 34 311   | 23.08.1946 | B; Kreis, bis 1969 Landkreis Halle (Westfalen)       |
| Amshausen         | 7 34 311   | 01.01.1973 | A > Halle (Westfalen) und Steinhagen (grt)           |
| Amtshausen        | 8 42 411   | 23.08.1946 | B; Kreis, bis 1969 Landkreis Wittgenstein            |
| Amtshausen        | 8 42 411   | 01.01.1975 | A > Erndtebrück und Laasphe (grt)                    |

#### An
| Gemeinde   | AGS        | Datum      | Kreiszugehörigkeit; Maßnahme |
| ---------- | ---------- | ---------- | --- |
| Angelmodde | 5 36 613   | 23.08.1946 | B; Kreis, bis 1969 Landkreis Münster                                                                                               |
| Angelmodde | 5 36 613   | 01.01.1975 | A > Münster |
| Angelsdorf | 3 31 511   | 23.08.1946 | B; Kreis, bis 1969 Landkreis Bergheim (Erft)                                                                                       |
| Angelsdorf | 3 31 511   | 01.01.1975 | A > Elsdorf |
| Angermund  | 1 32 211   | 23.08.1946 | B; Kreis, bis 1969 Landkreis Düsseldorf-Mettmann                                                                                   |
| Angermund  | 1 32 211   | 01.01.1975 | A > Düsseldorf |
| Anholt     | 5 33 111   | 23.08.1946 | B; Kreis, bis 1969 Landkreis Borken                                                                                                |
| Anholt     | 5 33 111   | 01.01.1975 | A > Isselburg |
| Anrath     | I1 35 117I | 23.08.1946 | B; Landkreis, ab dem 01.10.1969 Kreis Kempen-Krefeld                                                                               |
| Anrath     | I1 35 117I | 01.01.1970 | A > Tönisvorst und Willich (grt)                                                                                                   |
| Anreppen   | 7 32 511   | 23.08.1946 | B; Kreis, bis 1969 Landkreis Büren                                                                                                 |
| Anreppen   | 7 32 511   | 01.01.1975 | A > Delbrück |
| Anröchte   | 8 36 213   | 23.08.1946 | B; Kreis, bis 1969 Landkreis Lippstadt                                                                                             |
| Anröchte   | 9 74 004   | 01.01.1975 | E < Altengeseke, Altenmellrich, BergeIII, Klieve, Mellrich, Robringhausen, Uelde und Waltringhausen; TE < Effeln; ÄK > Kreis Soest |
| Antfeld    | 8 33 212   | 23.08.1946 | B; Kreis, bis 1969 Landkreis Brilon                                                                                                |
| Antfeld    | 8 33 212   | 01.01.1975 | A > Bestwig, Brilon und Olsberg (grt)                                                                                              |
| Antweiler  | 3 33 811   | 23.08.1946 | B; Landkreis Euskirchen |
| Antweiler  | 3 33 811   | 01.07.1969 | A > Veytal |
| Anzhausen  | 8 39 712   | 23.08.1946 | B; Landkreis Siegen |
| Anzhausen  | 8 39 712   | 01.01.1969 | A > Wilnsdorf |

#### Ap bis Av
| Gemeinde       | AGS          | Datum      | Kreiszugehörigkeit; Maßnahme |
| -------------- | ------------ | ---------- | --- |
| Aphoven        | 4 37 851     | 23.08.1946 | B; Landkreis Geilenkirchen-Heinsberg |
| Aphoven        | 4 37 851     | 1951       | NÄK > Selfkantkreis Geilenkirchen-Heinsberg |
| Aphoven        | 4 37 851     | 01.07.1969 | A > Heinsberg (Rheinland) |
| Appeldorn      | 1 36 412     | 23.08.1946 | B; Landkreis Kleve |
| Appeldorn      | 1 36 412     | 01.07.1969 | A > KalkarII |
| Appelhülsen    | 5 36 211     | 23.08.1946 | B; Kreis, bis 1969 Landkreis Münster |
| Appelhülsen    | 5 36 211     | 01.10.1956 | TE < Nottuln |
| Appelhülsen    | 5 36 211     | 01.01.1975 | A > Nottuln |
| Ardey          | 9 41 212     | 23.08.1946 | B; Landkreis Unna |
| Ardey          | 9 41 212     | 01.08.1964 | A > Langschede |
| Arfeld         | 8 42 212     | 23.08.1946 | B; Kreis, bis 1969 Landkreis Wittgenstein |
| Arfeld         | 8 42 212     | 01.01.1975 | A > Bad Berleburg |
| Arloff         | 3 33 751     | 23.08.1946 | B; Landkreis Euskirchen |
| Arloff         | 3 33 751     | 01.07.1969 | A > Bad Münstereifel (grt) und Euskirchen |
| Arnoldsweiler  | 4 32 711     | 23.08.1946 | B; Kreis, bis 1969 Landkreis Düren |
| Arnoldsweiler  | 4 32 711     | 01.01.1972 | A > Düren |
| Arnsberg       | 8 32 111     | 23.08.1946 | B; Kreis, bis 1969 Landkreis Arnsberg |
| Arnsberg       | 9 58 004     | 01.01.1975 | E < Bachum, Breitenbruch, Bruchhausen (Ruhr), Herdringen, Müschede, Neheim-Hüsten, Niedereimer, UentropI und Voßwinkel; TE < Freienohl (Sauerland), HolzenI, Oeventrop, Rumbeck, Wennigloh und Wickede (Ruhr) (aus Echthausen); ÄK > Hochsauerlandkreis |
| Arrenkamp      | 7 38 311     | 23.08.1946 | B; Kreis, bis 1969 Landkreis Lübbecke |
| Arrenkamp      | 7 38 311     | 01.01.1973 | A > Stemwede |
| Arsbeck        | 4 33 511     | 23.08.1946 | B; Kreis, bis 1969 Landkreis Erkelenz |
| Arsbeck        | 4 33 511     | 01.01.1972 | A > Wegberg |
| Arzdorf        | 3 32 513     | 23.08.1946 | B; Landkreis Bonn |
| Arzdorf        | 3 32 513     | 01.08.1969 | A > Wachtberg |
| AsbeckI        | 5 31 211     | 23.08.1946 | B; Landkreis Ahaus |
| AsbeckI        | 5 31 211     | 01.07.1969 | A > Legden |
| AsbeckII       | 8 32 213     | 23.08.1946 | B; Kreis, bis 1969 Landkreis Arnsberg |
| AsbeckII       | 8 32 213     | 01.04.1954 | TE < LendringsenI |
| AsbeckII       | 8 32 213     | 01.01.1975 | A > Balve und Menden (Sauerland) (grt) |
| AsbeckIII      | 9 34 611     | 23.08.1946 | B; Ennepe-Ruhr-Kreis |
| AsbeckIII      | 9 34 611     | 01.01.1970 | A > Gevelsberg (grt) und Sprockhövel |
| Ascheberg      | 5 35 113     | 23.08.1946 | B; Kreis, bis 1969 Landkreis Lüdinghausen |
| Ascheberg      | 5 58 004     | 01.01.1975 | E < Herbern; ÄK > Kreis Coesfeld |
| Ascheloh       | 7 34 312     | 23.08.1946 | B; Landkreis Halle (Westfalen) |
| Ascheloh       | 7 34 312     | 01.07.1969 | A > Halle (Westfalen) |
| Asemissen      | I7 37 118I   | 21.01.1947 | ÄL < Lippe; Landkreis Lemgo |
| Asemissen      | I7 37 118I   | 01.01.1969 | A > Leopoldshöhe |
| Asendorf       | I7 37 119I   | 21.01.1947 | ÄL < Lippe; Landkreis Lemgo |
| Asendorf       | I7 37 119I   | 01.07.1966 | TE < Forstbezirk Langenholzhausen |
| Asendorf       | I7 37 119I   | 01.01.1969 | A > Kalletal |
| Asmissen       | I7 37 121I   | 21.01.1947 | ÄL < Lippe; Landkreis Lemgo |
| Asmissen       | I7 37 121I   | 01.01.1969 | A > Extertal |
| Asperden       | 1 36 211     | 23.08.1946 | B; Landkreis Kleve |
| Asperden       | 1 36 211     | 01.07.1969 | A > Goch |
| Asseln         | 7 32 411     | 23.08.1946 | B; Kreis, bis 1969 Landkreis Büren |
| Asseln         | 7 32 411     | 01.10.1959 | TA > Herbram |
| Asseln         | 7 32 411     | 01.01.1975 | A > Lichtenau |
| Assinghausen   | 8 33 213     | 23.08.1946 | B; Kreis, bis 1969 Landkreis Brilon |
| Assinghausen   | 8 33 213     | 01.01.1975 | A > Olsberg |
| Atteln         | 7 32 211     | 23.08.1946 | B; Kreis, bis 1969 Landkreis Büren |
| Atteln         | 7 32 211     | 01.01.1975 | A > Lichtenau |
| Attendorn      | 8 38 111     | 23.08.1946 | B; Kreis, bis 1969 Landkreis Olpe |
| Attendorn      | 8 38 111     | 01.07.1969 | E < Attendorn-Land; TE < Grevenbrück und Helden |
| Attendorn      | 9 66 004     | 01.01.1975 | ÄNr |
| Attendorn-Land | 8 38 211     | 23.08.1946 | B; Landkreis Olpe |
| Attendorn-Land | 8 38 211     | 01.07.1969 | A > Attendorn (grt) und Finnentrop |
| Aue            | 8 42 213     | 23.08.1946 | B; Kreis, bis 1969 Landkreis Wittgenstein |
| Aue            | 8 42 213     | 01.01.1965 | TE < Gutsbezirk Sayn-Wittgenstein-Berleburg |
| Aue            | 8 42 213     | 01.01.1975 | A > Bad Berleburg |
| Auenhausen     | 7 41 312     | 23.08.1946 | B; Kreis, bis 1969 Landkreis Warburg |
| Auenhausen     | 7 41 312     | 01.01.1975 | A > Brakel |
| Augustdorf     | I7 33 112I   | 21.01.1947 | ÄL < Lippe; Kreis, bis 1969 Landkreis Detmold |
| Augustdorf     | I7 33 112I   | 01.04.1958 | TE < HörsteIII |
| Augustdorf     | II7 33 111II | 01.01.1970 | TE < HörsteIII und PivitsheideII Vogtei Lage |
| Augustdorf     | II7 37 115II | 01.01.1973 | ÄK > Kreis Lippe |
| Augustdorf     | 7 66 004     | 01.01.1975 | ÄNr |
| Avenwedde      | 7 42 211     | 23.08.1946 | B; Kreis, bis 1969 Landkreis Wiedenbrück |
| Avenwedde      | 7 42 211     | 01.06.1951 | TA > Friedrichsdorf |
| Avenwedde      | 7 42 211     | 01.01.1970 | A > Gütersloh |

### B

#### Ba
| Gemeinde                | AGS            | Datum       | Kreiszugehörigkeit; Maßnahme |
| ----------------------- | -------------- | ----------- | --- |
| Baal                    | 4 33 211       | 23.08.1946  | B; Kreis, bis 1969 Landkreis Erkelenz |
| Baal                    | 4 33 211       | 01.01.1972  | A > Hückelhoven |
| Baasem                  | 4 36 911       | 23.08.1946  | B; Landkreis Schleiden |
| Baasem                  | 4 36 911       | 01.07.1969  | A > Dahlem |
| Babenhausen             | 7 31 311       | 23.08.1946  | B; Kreis, bis 1969 Landkreis Bielefeld |
| Babenhausen             | 7 31 311       | 31.12.1961  | TA > Bielefeld |
| Babenhausen             | 7 31 311       | 01.01.1973  | A > Bielefeld |
| Bachum                  | 8 32 411       | 23.08.1946  | B; Kreis, bis 1969 Landkreis Arnsberg |
| Bachum                  | 8 32 411       | 01.01.1975  | A > Arnsberg |
| Bad Berleburg           | b8 42 111b     | 01.07.1971  | NÄ < Berleburg; Kreis Wittgenstein |
| Bad Berleburg           | 9 70 004       | 01.01.1975  | E < Alertshausen, Arfeld, Aue, Beddelhausen, BerghausenIII, Diedenshausen, Dotzlar, Elsoff, Hemschlar, Raumland, Richstein, Rinthe, Sassenhausen, Schüllar, Schwarzenau, Weidenhausen, Wemlighausen, Wingeshausen und Wunderthausen; TE < Girkhausen, Langewiese und Stünzel; ÄK > Kreis Siegen |
| Bad Berleburg           | 9 70 004       | 01.01.1984  | NÄK > Kreis Siegen-Wittgenstein |
| Bad Driburg             | I7 36 111I     | 23.08.1946  | B; Kreis, bis 1969 Landkreis Höxter |
| Bad Driburg             | 7 36 113       | 01.01.1970  | E < Alhausen, Erpentrup, Herste, Langeland, Pömbsen und Reelsen |
| Bad Driburg             | 7 62 004       | 01.01.1975  | E < Dringenberg, Kühlsen und Neuenheerse |
| Bad Godesberg           | 3 32 112       | 23.08.1946  | B; Landkreis Bonn |
| Bad Godesberg           | 3 32 112       | 01.08.1969  | A > Bonn |
| Bad Honnef              | II3 37 116II   | 01.08.1969  | N < Aegidienberg und Bad Honnef am Rhein; Rhein-Sieg-Kreis |
| Bad Honnef              | 3 82 008       | 01.01.1975  | ÄNr |
| Bad Honnef am Rhein     | Ib3 37 111Ib   | 26.01.1960  | NÄ < Honnef am Rhein; Siegkreis |
| Bad Honnef am Rhein     | Ib3 37 111Ib   | 01.08.1969  | A > Bad Honnef |
| Bad Laasphe             | 9 70 028       | 01.01.1984  | NÄ < Laasphe; Kreis Siegen-Wittgenstein |
| Bad Lippspringe         | 7 40 111       | 23.08.1946  | B; Kreis, bis 1969 Landkreis Paderborn |
| Bad Lippspringe         | 7 74 008       | 01.01.1975  | GA < > Schlangen |
| Bad Meinberg            | 7 33 164       | 21.01.1947  | ÄL < Lippe; Landkreis, ab dem 01.10.1969 Kreis Detmold |
| Bad Meinberg            | 7 33 164       | 01.01.1970  | A > Bad Meinberg-Horn |
| Bad Meinberg-Horn       | IIa7 33 116IIa | 01.01.1970  | N < Bad Meinberg, Belle (t), Bellenberg, BillerbeckII, Fromhausen, Heesten, Holzhausen-Externsteine, Horn, Kempenfeldrom, Leopoldstal, Oberschönhagen (t), Schmedissen, Schönemark (t), VahlhausenII bei Horn, Veldrom und Wehren; Kreis Detmold                                                |
| Bad Meinberg-Horn       | IIa7 33 116IIa | 10.10.1970  | NÄ > Horn-Bad Meinberg |
| Bad Münstereifel        | I3 33 112I     | 23.08.1946  | B; Kreis, bis 1969 Landkreis Euskirchen |
| Bad Münstereifel        | II3 33 113II   | 01.07.1969  | E < Effelsberg, EschweilerIII, Houverath, Iversheim, KalkarI, Mahlberg, Mutscheid, Nöthen, Rupperath und Schönau; TE < Arloff, Hohn, Holzmülheim und Kirchheim |
| Bad Münstereifel        | 3 66 004       | 01.01.1975  | ÄNr |
| Bad Oeynhausen          | 7 39 112       | 23.08.1946  | B; Kreis, bis 1969 Landkreis Minden |
| Bad Oeynhausen          | 7 39 112       | 01.01.1973  | E < Dehme, Eidinghausen, LoheI, Rehme, Volmerdingsen, Werste und Wulferdingsen; TE < Löhne (aus Gohfeld) und Rothenuffeln; ÄK > Kreis Minden-Lübbecke |
| Bad Oeynhausen          | 7 70 004       | 01.01.1975  | ÄNr |
| Bad Oeynhausen          | 7 70 004       | 01.01.1976  | TE < Vlotho |
| Bad Oeynhausen          | 7 70 004       | 01.01.1978  | TA > Löhne |
| Bad Oeynhausen          | 7 70 004       | 01.01.1979  | TE < Hille |
| Bad Salzuflen           | 7 37 114       | 21.01.1947  | ÄL < Lippe; Kreis, bis 1969 Landkreis Lemgo |
| Bad Salzuflen           | 7 37 114       | 01.01.1969  | E < Biemsen-Ahmsen, Ehrsen-Breden, Grastrup-Hölsen, HolzhausenVII, Papenhausen, Schötmar und Werl-Aspe; TE < Krentrup, Lockhausen, NienhagenII, Retzen, Welstorf, Wülfer-Bexten und Wüsten |
| Bad Salzuflen           | 7 37 114       | 01.01.1973  | ÄK > Kreis Lippe |
| Bad Salzuflen           | 7 66 008       | 01.01.1975  | ÄNr |
| Bad Sassendorf          | 8 40 526       | 23.08.1946  | B; Kreis, bis 1969 Landkreis Soest |
| Bad Sassendorf          | 8 40 114       | 01.07.1969  | E < Bettinghausen, Beusingsen, Enkesen im Klei, Heppen, Herringsen, Lohne, Neuengeseke, Opmünden, Ostinghausen und Weslarn; TE < Elfsen |
| Bad Sassendorf          | 9 74 008       | 01.01.1975  | TE < Eickelborn; TA > Lippstadt (aus Ostinghausen) |
| Bad Sassendorf          | 9 74 008       | 01.06.1980  | TA > Soest |
| Bad Westernkotten       | b8 36 329b     | 23.08.1946  | B; Kreis, bis 1969 Landkreis Lippstadt |
| Bad Westernkotten       | b8 36 329b     | 1958        | NÄ < Westernkotten |
| Bad Westernkotten       | b8 36 329b     | 01.01.1975  | A > Erwitte (grt) und Lippstadt |
| Bad Wünnenberg          | b7 74 040b     | 01.01.2000  | NÄ < Wünnenberg; Kreis Paderborn |
| Baesweiler              | 4 37 211       | 23.08.1946  | B; Landkreis Geilenkirchen-Heinsberg |
| Baesweiler              | 4 37 211       | 1951        | NÄK > Selfkantkreis Geilenkirchen-Heinsberg |
| Baesweiler              | 4 31 116       | 01.01.1972  | E < Puffendorf und Setterich; TE < Oidtweiler; ÄK > Kreis Aachen |
| Baesweiler              | 3 38 112       | 01.08.1972  | ÄB > Regierungsbezirk Köln |
| Baesweiler              | 3 54 008       | 01.01.1975  | ÄNr |
| Baesweiler              | 3 34 008       | 21.10.2009  | ÄK > Städteregion Aachen |
| Balde                   | 8 42 214       | 23.08.1946  | B; Kreis, bis 1969 Landkreis Wittgenstein |
| Balde                   | 8 42 214       | 01.01.1975  | A > Erndtebrück |
| Balksen                 | 8 40 212       | 23.08.1946  | B; Landkreis Soest |
| Balksen                 | 8 40 212       | 01.07.1969  | A > Soest und Welver (grt) |
| Balve                   | 8 32 214       | 23.08.1946  | B; Kreis, bis 1969 Landkreis Arnsberg |
| Balve                   | 9 62 008       | 01.01.1975  | E < BeckumI, Eisborn und Volkringhausen; TE < AsbeckII, Blintrop, Garbeck, HolzenI, Hövel, Langenholthausen und Mellen; ÄK > Märkischer Kreis |
| Banfe                   | 8 42 412       | 23.08.1946  | B; Kreis, bis 1969 Landkreis Wittgenstein |
| Banfe                   | 8 42 412       | 01.01.1975  | A > Laasphe |
| Bardenberg              | 4 31 116       | 23.08.1946  | B; Kreis, bis 1969 Landkreis Aachen |
| Bardenberg              | 4 31 116       | 01.01.1972  | A > Alsdorf (grt), Herzogenrath und Würselen |
| Bardüttingdorf          | 7 35 811       | 23.08.1946  | B; Landkreis Herford |
| Bardüttingdorf          | 7 35 811       | 01.01.1969  | A > Spenge |
| BarkhausenI             | 7 32 312       | 23.08.1946  | B; Kreis, bis 1969 Landkreis Büren |
| BarkhausenI             | 7 32 312       | 01.01.1975  | A > BürenI |
| BarkhausenII            | 7 39 211       | 23.08.1946  | B; Landkreis Minden |
| BarkhausenII            | 7 39 211       | ?           | NÄ > Barkhausen an der Porta |
| BarkhausenIII           | 7 33 211       | 21.01.1947  | ÄL < Lippe; Kreis, bis zum 30.09.1969 Landkreis Detmold |
| BarkhausenIII           | 7 33 211       | 01.01.1970  | A > Detmold |
| Barkhausen an der Porta | 7 39 211       | ?           | NÄ < BarkhausenII; Kreis, bis 1969 Landkreis Minden |
| Barkhausen an der Porta | 7 39 211       | 01.01.1973  | A > Minden und Porta Westfalica (grt) |
| Barlo                   | 5 33 411       | 23.08.1946  | B; Kreis, bis 1969 Landkreis Borken |
| Barlo                   | 5 33 411       | 01.01.1975  | A > Bocholt |
| Barmen                  | 4 34 511       | 23.08.1946  | B; Kreis, bis 1969 Landkreis Jülich |
| Barmen                  | 4 34 511       | 01.01.1972  | A > Jülich |
| Barnhausen              | 7 34 211       | 23.08.1946  | B; Landkreis Halle (Westfalen) |
| Barnhausen              | 7 34 211       | 01.10.1964  | GA < > Borgholzhausen |
| Barnhausen              | 7 34 211       | 01.07.1969  | A > Borgholzhausen |
| Barntrup                | 7 37 116       | 21.01.1947  | ÄL < Lippe; Kreis, bis 1969 Landkreis Lemgo |
| Barntrup                | 7 37 116       | 01.01.1969  | E < Alverdissen, Selbeck, SommersellII und Sonneborn; TE < Bega, Humfeld und Schönhagen |
| Barntrup                | 7 37 116       | 01.01.1973  | ÄK > Kreis Lippe |
| Barntrup                | 7 66 012       | 01.01.1975  | ÄNr |
| Barntrup                | 7 66 012       | 01.01.1977  | TE < Blomberg |
| Batenhorst              | 7 42 411       | 23.08.1946  | B; Landkreis, ab dem 01.10.1969 Kreis Wiedenbrück |
| Batenhorst              | 7 42 411       | 01.01.1970  | A > LangenbergII und Rheda-Wiedenbrück (grt) |
| Baumberg                |                | 23.08.1946  | B; Rhein-Wupper-Kreis |
| Baumberg                | 01.04.1951     | A > Monheim | |
| Bausenhagen             | 9 41 213       | 23.08.1946  | B; Landkreis Unna |
| Bausenhagen             | 9 41 213       | 01.01.1968  | A > Fröndenberg |
| Bavenhausen             | I7 37 122I     | 21.01.1947  | ÄL < Lippe; Landkreis Lemgo |
| Bavenhausen             | I7 37 122I     | 01.01.1969  | A > Kalletal (grt) und Lemgo |

#### Be
| Gemeinde               | AGS          | Datum                    | Kreiszugehörigkeit; Maßnahme |
| ---------------------- | ------------ | ------------------------ | --- |
| Bechen                 | 3 36 311     | 23.08.1946               | B; Rheinisch-Bergischer Kreis |
| Bechen                 | 3 36 311     | 01.01.1975               | A > Kürten (grt) und Odenthal |
| Bechterdissen          | I7 37 123I   | 21.01.1947               | ÄL < Lippe; Landkreis Lemgo |
| Bechterdissen          | I7 37 123I   | 01.01.1969               | A > Leopoldshöhe |
| Becke                  | 8 35 311     | 23.08.1946               | B; Kreis, bis 1969 Landkreis Iserlohn |
| Becke                  | 8 35 311     | 01.01.1975               | A > Hemer |
| BeckumI                | 8 32 215     | 23.08.1946               | B; Kreis, bis 1969 Landkreis Arnsberg |
| BeckumI                | 8 32 215     | 01.01.1975               | A > Balve |
| BeckumII               | 5 32 112     | 23.08.1946               | B; Kreis, bis 1969 Landkreis Beckum |
| BeckumII               | 5 32 112     | 01.07.1969               | E < Vellern; TE < Kirchspiel Beckum |
| BeckumII               | 5 70 008     | 01.01.1975               | TE < Neubeckum; ÄK > Kreis Warendorf |
| Beckum, Kirchspiel     |              |                          | → Kirchspiel Beckum |
| Bedburdyck             | 1 34 114     | 23.08.1946               | B; Kreis, bis 1969 Landkreis Grevenbroich |
| Bedburdyck             | 1 34 114     | 01.01.1975               | A > Grevenbroich und Jüchen (grt) |
| Bedburg                | 3 31 211     | 23.08.1946               | B; Kreis, bis 1969 Landkreis Bergheim (Erft) |
| Bedburg                | 3 62 004     | 01.01.1975               | E < Kaster, Königshoven, Lipp und Pütz; TE < Glesch; TA > BergheimII; ÄK > Erftkreis                                                                        |
| Bedburg                | 3 62 004     | 01.11.2003               | NÄK > Rhein-Erft-Kreis |
| Bedburg-Hau            | II1 36 111II | 01.07.1969               | N < Goch (t), Hau (grt), Huisberden, Louisendorf, Reichswalde (t), Schneppenbaum (grt) und Till-Moyland; Kreis, bis zum 30.09.1969 Landkreis Kleve          |
| Bedburg-Hau            | 1 54 004     | 01.01.1975               | ÄNr |
| Beddelhausen           | 8 42 215     | 23.08.1946               | B; Kreis, bis 1969 Landkreis Wittgenstein |
| Beddelhausen           | 8 42 215     | 01.01.1975               | A > Bad Berleburg |
| Beeck                  | 4 37 611     | 23.08.1946               | B; Landkreis Geilenkirchen-Heinsberg |
| Beeck                  | 4 37 611     | 1951                     | NÄK > Selfkantkreis Geilenkirchen-Heinsberg |
| Beeck                  | 4 37 611     | 01.01.1972               | A > Geilenkirchen |
| Beelen                 | 5 40 211     | 23.08.1946               | B; Kreis, bis 1969 Landkreis Warendorf |
| Beelen                 | 5 70 012     | 01.01.1975               | |
| Beerlage               | 5 34 211     | 23.08.1946               | B; Landkreis Coesfeld |
| Beerlage               | 5 34 211     | 01.07.1969               | A > BillerbeckI |
| Bega                   | 7 37 124     | 21.01.1947               | ÄL < Lippe; Landkreis Lemgo |
| Bega                   | 7 37 124     | 31.12.1962               | TE < Wendlinghausen |
| Bega                   | 7 37 124     | 01.01.1969               | A > Barntrup und Dörentrup (grt) |
| Beienbach              | 8 39 713     | 23.08.1946               | B; Landkreis Siegen |
| Beienbach              | 8 39 713     | 01.01.1969               | A > Netphen |
| Belecke                | 8 32 612     | 23.08.1946               | B; Kreis, bis 1969 Landkreis Arnsberg |
| Belecke                | 8 32 612     | 01.01.1975               | A > Warstein |
| Belke-Steinbeck        | 7 35 211     | 23.08.1946               | B; Landkreis Herford |
| Belke-Steinbeck        | 7 35 211     | 01.01.1969               | A > Enger |
| Belle                  | I7 33 113I   | 21.01.1947               | ÄL < Lippe; Landkreis, ab dem 01.10.1969 Kreis Detmold |
| Belle                  | I7 33 113I   | 01.01.1970               | A > Bad Meinberg-Horn (grt) und Blomberg |
| Bellenberg             | I7 33 114I   | 21.01.1947               | ÄL < Lippe; Landkreis, ab dem 01.10.1969 Kreis Detmold |
| Bellenberg             | I7 33 114I   | 01.01.1970               | A > Bad Meinberg-Horn |
| Beller                 | 7 36 311     | 23.08.1946               | B; Landkreis, ab dem 01.10.1969 Kreis Höxter |
| Beller                 | 7 36 311     | 01.01.1970               | A > Brakel |
| Bellersen              | 7 36 312     | 23.08.1946               | B; Landkreis, ab dem 01.10.1969 Kreis Höxter |
| Bellersen              | 7 36 312     | 01.01.1970               | A > Brakel |
| Benfe                  | 8 42 311     | 23.08.1946               | B; Kreis, bis 1969 Landkreis Wittgenstein |
| Benfe                  | 8 42 311     | 10.08.1952               | TE < Gutsbezirk Sayn-Wittgenstein-Hohenstein |
| Benfe                  | 8 42 311     | 01.01.1975               | A > Erndtebrück |
| Benhausen              | 7 40 212     | 23.08.1946               | B; Kreis, bis 1969 Landkreis Paderborn |
| Benhausen              | 7 40 212     | 01.01.1975               | A > Paderborn |
| Benninghausen          | 8 36 311     | 23.08.1946               | B; Kreis, bis 1969 Landkreis Lippstadt |
| Benninghausen          | 8 36 311     | 01.01.1975               | A > Lippstadt |
| Bensberg               | 3 36 111     | 23.08.1946               | B; Rheinisch-Bergischer Kreis |
| Bensberg               | 3 36 111     | 01.01.1975               | A > Bergisch Gladbach (grt), Kürten, Overath und Rösrath |
| Benteler               | 5 32 411     | 23.08.1946               | B; Landkreis, ab dem 01.10.1969 Kreis Beckum |
| Benteler               | 5 32 411     | 01.01.1970               | A > LangenbergII |
| Bentfeld               | 7 32 512     | 23.08.1946               | B; Kreis, bis 1969 Landkreis Büren |
| Bentfeld               | 7 32 512     | 01.01.1975               | A > Delbrück |
| Bentorf                | 7 37 125     | 21.01.1947               | ÄL < Lippe; Landkreis Lemgo |
| Bentorf                | 7 37 125     | 01.07.1966               | TE < Forstbezirk Langenholzhausen |
| Bentorf                | 7 37 125     | 01.01.1969               | A > Kalletal |
| Bentrop                | 9 41 214     | 23.08.1946               | B; Landkreis Unna |
| Bentrop                | 9 41 214     | 01.07.1969               | A > Fröndenberg (grt) und Wickede (Ruhr) |
| Bentrup                | I7 33 115I   | 21.01.1947               | ÄL < Lippe; Landkreis, ab dem 01.10.1969 Kreis Detmold |
| Bentrup                | I7 33 115I   | 01.01.1970               | A > Detmold (grt) und Lemgo |
| Berchum                | 8 35 211     | 23.08.1946               | B; Kreis, bis 1969 Landkreis Iserlohn |
| Berchum                | 8 35 211     | 01.01.1975               | A > HagenI |
| Berenbrock             | 8 36 312     | 23.08.1946               | B; Kreis, bis 1969 Landkreis Lippstadt |
| Berenbrock             | 8 36 312     | 01.01.1975               | A > Erwitte |
| Berg                   | 4 36 611     | 23.08.1946               | B; Landkreis Schleiden |
| Berg                   | 4 36 611     | 01.07.1969               | A > Mechernich |
| BergeI                 | 8 33 411     | 23.08.1946               | B; Landkreis Brilon |
| BergeI                 | 8 33 411     | 01.07.1969               | A > Medebach |
| BergeII                | 9 34 612     | 23.08.1946               | B; Ennepe-Ruhr-Kreis |
| BergeII                | 9 34 612     | 01.01.1970               | A > Gevelsberg (grt) und Wetter (Ruhr) |
| BergeIII               | 8 36 214     | 23.08.1946               | B; Kreis, bis 1969 Landkreis Lippstadt |
| BergeIII               | 8 36 214     | 01.01.1975               | A > Anröchte |
| BergeIV                | 9 41 412     | 23.08.1946               | B; Landkreis Unna |
| BergeIV                | 9 41 412     | 01.01.1968               | A > HammI |
| Bergede                | 8 40 511     | 23.08.1946               | B; Landkreis Soest |
| Bergede                | 8 40 511     | 01.07.1969               | A > Soest |
| BerghausenI            | 7 34 212     | 23.08.1946               | B; Landkreis Halle (Westfalen) |
| BerghausenI            | 7 34 212     | 01.07.1969               | A > Borgholzhausen |
| BerghausenII           | 8 37 411     | 23.08.1946               | B; Kreis, bis 1969 Landkreis Meschede |
| BerghausenII           | 8 37 411     | 01.01.1975               | A > Schmallenberg |
| BerghausenIII          | 8 42 216     | 23.08.1946               | B; Kreis, bis 1969 Landkreis Wittgenstein |
| BerghausenIII          | 8 42 216     | 01.01.1965               | TE < Gutsbezirk Sayn-Wittgenstein-Berleburg |
| BerghausenIII          | 8 42 216     | 01.01.1975               | A > Bad Berleburg |
| BergheimI              | 7 36 811     | 23.08.1946               | B; Landkreis Höxter |
| BergheimI              | 7 36 811     | 01.01.1964               | TA > Vordereichholz |
| BergheimI              | 7 36 811     | 01.01.1970               | A > Steinheim |
| BergheimII             | 3 62 008     | 01.01.1975               | N < Bedburg (t), Bergheim (Erft), Glesch (t), Heppendorf (t), Hüchelhoven (t), Niederaußem, Oberaußem-Fortuna, Paffendorf und Quadrath-Ichendorf; Erftkreis |
| BergheimII             | 3 62 008     | 01.11.2003               | NÄK > Rhein-Erft-Kreis |
| Bergheim (Erft)        | 3 31 311     | 23.08.1946               | B; Kreis, bis 1969 Landkreis Bergheim (Erft) |
| Bergheim (Erft)        | 3 31 311     | 01.04.1958               | E < Wiedenfeld |
| Bergheim (Erft)        | 3 31 311     | 01.01.1975               | A > BergheimII |
| Bergisch Gladbach      | 3 36 112     | 23.08.1946               | Rheinisch-Bergischer Kreis |
| Bergisch Gladbach      | 3 78 004     | 01.01.1975               | TE < Bensberg; GA < > Odenthal |
| Bergisch Gladbach      | 3 78 004     | 01.04.1978               | TA > Overath |
| Bergisch-Neukirchen    | 1 39 111     | 23.08.1946               | B; Rhein-Wupper-Kreis |
| Bergisch-Neukirchen    | 1 39 111     | 1964                     | NÄ > Bergisch Neukirchen |
| Bergisch Neukirchen    | 1 39 111     | 1964                     | NÄ < Bergisch-Neukirchen; Rhein-Wupper-Kreis |
| Bergisch Neukirchen    | 1 39 111     | 01.01.1975               | A > Leverkusen |
| Bergkamen              | 9 41 312     | 23.08.1946               | B; Kreis, bis 1969 Landkreis Unna |
| Bergkamen              | 9 41 113     | 01.01.1966               | E < Heil, Oberaden, Rünthe und Weddinghofen |
| Bergkamen              | 9 41 113     | 01.01.1968               | E < Overberge |
| Bergkamen              | 9 41 113     | 01.07.1971               | GA < > Pelkum |
| Bergkamen              | 9 78 004     | 01.01.1975               | ÄKr |
| Bergneustadt           | 3 35 111     | 23.08.1946               | B; Oberbergischer Kreis |
| Bergneustadt           | 3 35 111     | 01.07.1969               | TE < Denklingen und Lieberhausen (aus Lieberhausen und aus Drolshagen-Land); GA < > Gummersbach                                                             |
| Bergneustadt           | 3 74 004     | 01.01.1975               | ÄNr |
| Bergstein              | 4 32 911     | 23.08.1946               | B; Landkreis Düren |
| Bergstein              | 4 32 911     | 01.07.1969               | A > Hürtgenwald |
| Bergswick              | 1 38 511     | 23.08.1946               | B; Landkreis Rees |
| Bergswick              | 1 38 511     | 01.07.1969               | A > Rees |
| Berg-Thuir             | 4 32 752     | 23.08.1946               | B; Kreis, bis 1969 Landkreis Düren |
| Berg-Thuir             | 4 32 752     | 01.01.1972               | A > Nideggen |
| Beringhausen           | 8 33 511     | 23.08.1946               | B; Kreis, bis 1969 Landkreis Brilon |
| Beringhausen           | 8 33 511     | 01.01.1975               | A > Marsberg |
| Berk                   | 4 36 912     | 23.08.1946               | B; Landkreis Schleiden |
| Berk                   | 4 36 912     | 01.07.1969               | A > Dahlem |
| Berkum                 | 3 32 711     | 23.08.1946               | B; Landkreis Bonn |
| Berkum                 | 3 32 711     | 01.08.1969               | A > Wachtberg |
| Berlebeck              | I7 33 116I   | 21.01.1947               | ÄL < Lippe; Landkreis, ab dem 01.10.1969 Kreis Detmold |
| Berlebeck              | I7 33 116I   | ca. Ende 1967            | E < Forstbezirk Berlebeck |
| Berlebeck              | I7 33 116I   | 01.01.1970               | A > Detmold |
| Berlebeck, Forstbezirk |              |                          | → Forstbezirk Berlebeck |
| Berleburg              | a8 42 111a   | 23.08.1946               | B; Kreis, bis 1969 Landkreis Wittgenstein |
| Berleburg              | a8 42 111a   | 01.01.1965               | TE < Gutsbezirk Sayn-Wittgenstein-Berleburg |
| Berleburg              | a8 42 111a   | 01.07.1971               | NÄ > Bad Berleburg |
| Berlingsen             | 8 40 411     | 23.08.1946               | B; Landkreis Soest |
| Berlingsen             | 8 40 411     | 01.07.1969               | A > Möhnesee |
| Bermbeck               |              | 23.08.1946               | B; Landkreis Herford |
| Bermbeck               | 01.04.1950   | A > Schweicheln-Bermbeck | |
| Bermershausen          | 8 42 413     | 23.08.1946               | B; Kreis, bis 1969 Landkreis Wittgenstein |
| Bermershausen          | 8 42 413     | 01.01.1975               | A > Laasphe |
| Bernshausen            | 8 42 414     | 23.08.1946               | B; Kreis, bis 1969 Landkreis Wittgenstein |
| Bernshausen            | 8 42 414     | 01.01.1975               | A > Laasphe |
| Berwicke               | 8 40 213     | 23.08.1946               | B; Landkreis Soest |
| Berwicke               | 8 40 213     | 01.07.1969               | A > Welver |
| Berzbuir-Kufferath     | 4 32 211     | 23.08.1946               | B; Landkreis Düren |
| Berzbuir-Kufferath     | 4 32 211     | 01.07.1969               | A > Lendersdorf |
| Berzdorf               | 3 34 311     | 23.08.1946               | B; Landkreis Köln |
| Berzdorf               | 3 34 311     | 01.08.1961               | A > Wesseling |
| Besenkamp              | 7 35 212     | 23.08.1946               | B; Landkreis Herford |
| Besenkamp              | 7 35 212     | 01.01.1969               | A > Enger |
| Bessenich              | 3 33 951     | 23.08.1946               | B; Landkreis Euskirchen |
| Bessenich              | 3 33 951     | 01.07.1969               | A > Zülpich |
| Bestwig                | 9 58 008     | 01.01.1975               | N < Bödefeld-Land (t), Gevelinghausen (t), Grimlinghausen (t), Heringhausen (t), Nuttlar (t), Ostwig (t), Ramsbeck (t) und Velmede (t); Hochsauerlandkreis  |
| Bettendorf             | 4 34 212     | 23.08.1946               | B; Kreis, bis 1969 Landkreis Jülich |
| Bettendorf             | 4 34 212     | 01.01.1972               | A > Alsdorf |
| Bettinghausen          | 8 40 611     | 23.08.1946               | B; Landkreis Soest |
| Bettinghausen          | 8 40 611     | 01.07.1969               | A > Bad Sassendorf |
| Beuel                  | 3 32 111     | 23.08.1946               | B; Landkreis Bonn |
| Beuel                  | 3 32 111     | 01.08.1969               | A > Bonn (grt) und Sankt Augustin |
| Beusingsen             | 8 40 512     | 23.08.1946               | B; Landkreis Soest |
| Beusingsen             | 8 40 512     | 01.07.1969               | A > Bad Sassendorf |
| Bevergern              | 5 39 511     | 23.08.1946               | B; Kreis, bis 1969 Landkreis Tecklenburg |
| Bevergern              | 5 39 511     | 01.01.1975               | A > Hörstel |
| Beverungen             | 7 36 212     | 23.08.1946               | B; Kreis, bis 1969 Landkreis Höxter |
| Beverungen             | II7 36 111II | 01.01.1970               | E < Amelunxen, Blankenau, Dalhausen, Drenke, Haarbrück, Herstelle, Jakobsberg, Rothe, Tietelsen, Wehrden und Würgassen                                      |
| Beverungen             | II7 36 111II | 01.10.1971               | ÄS < Niedersachsen (TU < Lauenförde, Landkreis Northeim, Regierungsbezirk Hildesheim)                                                                       |
| Beverungen             | 7 62 008     | 01.01.1975               | ÄNr |
| Bexterhagen            | 7 37 126     | 21.01.1947               | ÄL < Lippe; Landkreis Lemgo |
| Bexterhagen            | 7 37 126     | 01.01.1969               | A > Leopoldshöhe |

#### Bi
| Gemeinde               | AGS          | Datum      | Kreiszugehörigkeit; Maßnahme |
| ---------------------- | ------------ | ---------- | --- |
| Bielefeld              | 7 11 000     | 23.08.1946 | B; kreisfreie Stadt, bis 1953 Stadtkreis Bielefeld |
| Bielefeld              | 7 11 000     | 31.12.1961 | TE < Babenhausen |
| Bielefeld              | 7 11 000     | 01.01.1965 | TE < BrakeI |
| Bielefeld              | 7 11 000     | 01.01.1973 | E < Altenhagen, Babenhausen, Brackwede, BrakeI, Brönninghausen, Gadderbaum, Großdornberg, Heepen, Hillegossen, Jöllenbeck, Kirchdornberg, Lämershagen-Gräfinghagen, Milse, Niederdornberg-Deppendorf, Oldentrup, Sennestadt, Theesen, Ubbedissen und Vilsendorf; TE < Häger, Hoberge-Uerentrup, Isingdorf, SchröttinghausenI, Senne I, Spenge (aus Lenzinghausen) und Steinhagen |
| Bielefeld              | 7 11 000     | 01.01.1977 | TE < Leopoldshöhe |
| Bielefeld              | 7 11 000     | 01.07.1982 | TA > Spenge und Werther (Westfalen) |
| Bielstein              | Ib3 35 114Ib | 1960       | NÄ < Drabenderhöhe; Oberbergischer Kreis |
| Bielstein              | Ib3 35 114Ib | 01.07.1969 | A > Gummersbach, Ründeroth und Wiehl (grt) |
| Biemenhorst            | 5 33 412     | 23.08.1946 | B; Kreis, bis 1969 Landkreis Borken |
| Biemenhorst            | 5 33 412     | 01.01.1975 | A > Bocholt |
| Biemsen-Ahmsen         | 7 37 127     | 21.01.1947 | ÄL < Lippe; Landkreis Lemgo |
| Biemsen-Ahmsen         | 7 37 127     | 01.01.1969 | A > Bad Salzuflen |
| Bienen                 | 1 38 811     | 23.08.1946 | B; Landkreis Rees |
| Bienen                 | 1 38 811     | 01.07.1969 | A > Rees |
| Bierde                 | 7 39 712     | 23.08.1946 | B; Kreis, bis 1969 Landkreis Minden |
| Bierde                 | 7 39 712     | 01.01.1973 | A > Petershagen |
| Bieren                 | 7 35 711     | 23.08.1946 | B; Landkreis Herford |
| Bieren                 | 7 35 711     | 01.01.1969 | A > Rödinghausen |
| Bigge                  | I8 33 214I   | 23.08.1946 | B; Landkreis Brilon |
| Bigge                  | I8 33 214I   | 01.07.1969 | A > Bigge-Olsberg |
| Bigge-Olsberg          | II8 33 214II | 01.07.1969 | N < Bigge und Olsberg; Kreis, bis zum 30.09.1969 Landkreis Brilon |
| Bigge-Olsberg          | II8 33 214II | 01.01.1975 | A > Olsberg |
| BillerbeckI            | 5 34 213     | 23.08.1946 | B; Kreis, bis 1969 Landkreis Coesfeld |
| BillerbeckI            | 5 34 213     | 01.04.1960 | TE < Kirchspiel Billerbeck |
| BillerbeckI            | 5 34 114     | 01.07.1969 | E < Beerlage und Kirchspiel Billerbeck |
| BillerbeckI            | 5 58 008     | 01.01.1975 | TE < Nottuln; TA > Coesfeld (aus dem Kirchspiel Billerbeck) |
| BillerbeckII           | I7 33 117I   | 21.01.1947 | ÄL < Lippe; Landkreis, ab dem 01.10.1969 Kreis Detmold |
| BillerbeckII           | I7 33 117I   | 01.01.1970 | A > Bad Meinberg-Horn |
| Billerbeck, Kirchspiel |              |            | → Kirchspiel Billerbeck |
| Billig                 | 3 33 812     | 23.08.1946 | B; Landkreis Euskirchen |
| Billig                 | 3 33 812     | 01.07.1969 | A > Euskirchen |
| Billinghausen          | I7 33 118I   | 21.01.1947 | ÄL < Lippe; Landkreis, ab dem 01.10.1969 Kreis Detmold |
| Billinghausen          | I7 33 118I   | 01.01.1970 | A > Lage |
| Billmerich             | 9 41 215     | 23.08.1946 | B; Landkreis Unna |
| Billmerich             | 9 41 215     | 01.01.1968 | A > Unna |
| Bilme                  | 8 40 311     | 23.08.1946 | B; Landkreis Soest |
| Bilme                  | 8 40 311     | 01.07.1969 | A > Ense |
| Binsfeld               | 4 32 851     | 23.08.1946 | B; Landkreis Düren |
| Binsfeld               | 4 32 851     | 01.01.1969 | A > Nörvenich |
| Birgden                | 4 37 852     | 23.08.1946 | B; Landkreis Geilenkirchen-Heinsberg |
| Birgden                | 4 37 852     | 1951       | NÄK > Selfkantkreis Geilenkirchen-Heinsberg |
| Birgden                | 4 37 852     | 01.07.1969 | A > Gangelt |
| Birgel                 | 4 32 212     | 23.08.1946 | B; Kreis, bis 1969 Landkreis Düren |
| Birgel                 | 4 32 212     | 01.01.1972 | A > Düren |
| Birgelen               | 4 37 951     | 23.08.1946 | B; Landkreis Geilenkirchen-Heinsberg |
| Birgelen               | 4 37 951     | 1951       | NÄK > Selfkantkreis Geilenkirchen-Heinsberg |
| Birgelen               | 4 37 951     | 01.01.1972 | A > Wassenberg |
| Birkefehl              | 8 42 217     | 23.08.1946 | B; Kreis, bis 1969 Landkreis Wittgenstein |
| Birkefehl              | 8 42 217     | 01.01.1965 | TE < Gutsbezirk Sayn-Wittgenstein-Berleburg |
| Birkefehl              | 8 42 217     | 01.01.1975 | A > Erndtebrück |
| Birkelbach             | 8 42 218     | 23.08.1946 | B; Kreis, bis 1969 Landkreis Wittgenstein |
| Birkelbach             | 8 42 218     | 01.10.1956 | TE < Gutsbezirk Sayn-Wittgenstein-Berleburg |
| Birkelbach             | 8 42 218     | 01.01.1965 | TE < Gutsbezirk Sayn-Wittgenstein-Berleburg |
| Birkelbach             | 8 42 218     | 01.01.1975 | A > Erndtebrück |
| Birkesdorf             | 4 32 311     | 23.08.1946 | B; Kreis, bis 1969 Landkreis Düren |
| Birkesdorf             | 4 32 311     | 01.01.1972 | A > Düren |
| Birlenbach             | 8 39 811     | 23.08.1946 | B; Landkreis Siegen |
| Birlenbach             | 8 39 811     | 01.07.1966 | A > Hüttental |
| Birten                 | 2 37 212     | 23.08.1946 | B; Landkreis Moers |
| Birten                 | 2 37 212     | 01.07.1969 | A > Xanten |
| Bislich                | 1 38 611     | 23.08.1946 | B; Kreis, bis 1969 Landkreis Rees |
| Bislich                | 1 38 611     | 01.01.1975 | A > Hamminkeln und Wesel (grt) |
| Bittingen              | 8 40 312     | 23.08.1946 | B; Landkreis Soest |
| Bittingen              | 8 40 312     | 01.07.1969 | A > Ense |

#### Bl
| Gemeinde          | AGS          | Datum      | Kreiszugehörigkeit; Maßnahme |
| ----------------- | ------------ | ---------- | --- |
| Blankenau         | 7 36 213     | 23.08.1946 | B; Landkreis Höxter |
| Blankenau         | 7 36 213     | 01.01.1970 | A > Beverungen |
| Blankenheim       | 4 36 213     | 23.08.1946 | B; Landkreis Schleiden |
| Blankenheim       | 4 36 115     | 01.07.1969 | E < Ahrdorf, Alendorf, Blankenheimerdorf, Dollendorf, Freilingen, Hüngersdorf, Lindweiler, Lommersdorf, MülheimII, Reetz, Ripsdorf, Rohr, Uedelhoven und Waldorf                                                                                             |
| Blankenheim       | 3 33 117     | 01.01.1972 | ÄK > Kreis Euskirchen; ÄB > Regierungsbezirk Köln |
| Blankenheim       | 3 66 008     | 01.01.1975 | ÄNr |
| Blankenheimerdorf | 4 36 214     | 23.08.1946 | B; Landkreis Schleiden |
| Blankenheimerdorf | 4 36 214     | 01.07.1969 | A > Blankenheim |
| Blankenrode       | 7 32 212     | 10.08.1952 | N < Dalheim-Blankenrode (t); Kreis, bis 1969 Landkreis Büren |
| Blankenrode       | 7 32 212     | 01.01.1975 | A > Lichtenau |
| Blankenstein      | 9 34 211     | 23.08.1946 | B; Ennepe-Ruhr-Kreis |
| Blankenstein      | 9 34 211     | 01.10.1959 | TE < Welper |
| Blankenstein      | 9 34 211     | 01.04.1966 | E < BuchholzI, HolthausenI und Welper |
| Blankenstein      | 9 34 211     | 01.01.1970 | A > Hattingen (grt) und Herbede |
| Blasheim          | 7 38 711     | 23.08.1946 | B; Kreis, bis 1969 Landkreis Lübbecke |
| Blasheim          | 7 38 711     | 01.01.1973 | A > Hüllhorst, Lübbecke (grt) und Preußisch Oldendorf |
| Blatzheim         | 3 31 711     | 23.08.1946 | B; Kreis, bis 1969 Landkreis Bergheim (Erft) |
| Blatzheim         | 3 31 711     | 01.01.1975 | A > Kerpen |
| Bleibuir          | 4 36 612     | 23.08.1946 | B; Landkreis Schleiden |
| Bleibuir          | 4 36 612     | 01.07.1969 | A > Mechernich |
| Bleiwäsche        | 7 32 611     | 23.08.1946 | B; Kreis, bis 1969 Landkreis Büren |
| Bleiwäsche        | 7 32 611     | 01.01.1975 | A > Wünnenberg |
| Bliesheim         | 3 33 711     | 23.08.1946 | B; Landkreis Euskirchen |
| Bliesheim         | 3 33 711     | 01.07.1969 | A > Erftstadt |
| Blintrop          | 8 32 216     | 23.08.1946 | B; Kreis, bis 1969 Landkreis Arnsberg |
| Blintrop          | 8 32 216     | 01.01.1975 | A > Balve und Neuenrade (grt) |
| Blomberg          | I7 33 119I   | 21.01.1947 | ÄL < Lippe; Kreis, bis 1969 Landkreis Detmold |
| Blomberg          | II7 33 112II | 01.01.1970 | E < Altendonop, Borkhausen, Brüntrup, Dalborn, Donop, Eschenbruch, Großenmarpe, Herrentrup, Höntrup, IstrupII, Kleinenmarpe, Maspe, Mossenberg-Wöhren, Reelkirchen, Siebenhöfen, Tintrup und WellentrupI; TE < Belle und CappelI; TA > Schieder-Schwalenberg |
| Blomberg          | 7 37 116     | 01.01.1973 | ÄK > Kreis Lippe |
| Blomberg          | 7 66 016     | 01.01.1975 | ÄNr |
| Blomberg          | 7 66 016     | 01.01.1977 | TA > Barntrup |
| Blumenthal        | 8 40 313     | 23.08.1946 | B; Landkreis Soest |
| Blumenthal        | 8 40 313     | 01.07.1969 | A > Werl |
| Blumroth          | 8 40 214     | 23.08.1946 | B; Landkreis Soest |
| Blumroth          | 8 40 214     | 01.07.1969 | A > Welver |

#### Bo
| Gemeinde           | AGS            | Datum                | Kreiszugehörigkeit; Maßnahme |
| ------------------ | -------------- | -------------------- | --- |
| Bocholt            | 5 11 000       | 23.08.1946           | B; kreisfreie Stadt, bis 1953 Stadtkreis Bocholt |
| Bocholt            | 5 54 008       | 01.01.1975           | E < Barlo, Biemenhorst, Hemden, HoltwickI, Liedern, Lowick, Mussum, SporkI, Stenern und Suderwick; TE < Dingden; ÄK > Kreis Borken                         |
| Bochum             | 9 11 000       | 23.08.1946           | B; kreisfreie Stadt, bis 1953 Stadtkreis Bochum |
| Bochum             | 9 11 000       | 01.01.1975           | E < Wattenscheid |
| Bockenbach         | 8 39 411       | 23.08.1946           | B; Landkreis Siegen |
| Bockenbach         | 8 39 411       | 01.12.1960           | A > Eichen |
| Böckenförde        | I8 36 511I     | 23.08.1946           | B; Landkreis Lippstadt |
| Böckenförde        | I8 36 511I     | 1956                 | NÄ > Bökenförde |
| Bockhorst          | 7 34 411       | 23.08.1946           | B; Kreis, bis 1969 Landkreis Halle (Westfalen) |
| Bockhorst          | 7 34 411       | 01.01.1973           | A > Versmold |
| Böckum             | 8 36 313       | 23.08.1946           | B; Kreis, bis 1969 Landkreis Lippstadt |
| Böckum             | 8 36 313       | 01.01.1975           | A > Erwitte |
| Bockum-Hövel       | 5 35 111       | 23.08.1946           | B; Kreis, bis 1969 Landkreis Lüdinghausen |
| Bockum-Hövel       | 5 35 111       | 01.01.1975           | A > HammI |
| Bödefeld, Freiheit |                |                      | → Freiheit Bödefeld |
| Bödefeld-Land      | 8 37 413       | 23.08.1946           | B; Kreis, bis 1969 Landkreis Meschede |
| Bödefeld-Land      | 8 37 413       | 01.01.1975           | A > Bestwig, Schmallenberg (grt) und Winterberg |
| Bödexen            | 7 36 512       | 23.08.1946           | B; Landkreis, ab dem 01.10.1969 Kreis Höxter |
| Bödexen            | 7 36 512       | 01.01.1970           | A > Höxter |
| Bogheim            | 4 32 511       | 23.08.1946           | B; Landkreis Düren |
| Bogheim            | 4 32 511       | 01.07.1969           | A > Kreuzau |
| Boich-Leversbach   | 4 32 512       | 23.08.1946           | B; Landkreis Düren |
| Boich-Leversbach   | 4 32 512       | 01.07.1969           | A > Kreuzau |
| Boisheim           | I1 35 118I     | 23.08.1946           | B; Landkreis, ab dem 01.10.1969 Kreis Kempen-Krefeld |
| Boisheim           | I1 35 118I     | 01.01.1970           | A > Nettetal und Viersen (grt) |
| Boke               | 7 32 513       | 23.08.1946           | B; Kreis, bis 1969 Landkreis Büren |
| Boke               | 7 32 513       | 01.01.1975           | A > Delbrück |
| BokelI             | 7 34 313       | 23.08.1946           | B; Kreis, bis 1969 Landkreis Halle (Westfalen) |
| BokelI             | 7 34 313       | 01.01.1973           | A > Halle (Westfalen) |
| BokelII            | 7 42 511       | 23.08.1946           | B; Landkreis, ab dem 01.10.1969 Kreis Wiedenbrück |
| BokelII            | 7 42 511       | 01.01.1970           | A > LangenbergI, Rheda-Wiedenbrück und Rietberg (grt) |
| Bökendorf          | 7 36 313       | 23.08.1946           | B; Landkreis, ab dem 01.10.1969 Kreis Höxter |
| Bökendorf          | 7 36 313       | 01.10.1956           | TE < Hinnenburg |
| Bökendorf          | 7 36 313       | 01.01.1970           | A > Brakel |
| Bökenförde         | II8 36 511II   | 1956                 | NÄ < Böckenförde; Kreis, bis 1969 Landkreis Lippstadt |
| Bökenförde         | II8 36 511II   | 01.01.1975           | A > Geseke und Lippstadt (grt) |
| Bölhorst           | 7 39 212       | 23.08.1946           | B; Kreis, bis 1969 Landkreis Minden |
| Bölhorst           | 7 39 212       | 01.01.1973           | A > Minden |
| Bönen              |                | 23.08.1946           | B; Landkreis Unna |
| Bönen              | 01.04.1951     | A > Altenbögge-Bönen | |
| Bönen              | 9 41 115       | 01.01.1968           | N < Altenbögge-Bönen, Bramey-Lenningsen, Flierich, Nordbögge, Osterbönen und Westerbönen; Kreis, bis zum 30.09.1969 Landkreis Unna                         |
| Bönen              | 9 78 008       | 01.01.1975           | ÄKr |
| Bonenburg          | 7 41 511       | 23.08.1946           | B; Kreis, bis 1969 Landkreis Warburg |
| Bonenburg          | 7 41 511       | 01.01.1975           | A > Warburg |
| Bonn               | 3 11 000       | 23.08.1946           | B; kreisfreie Stadt, bis 1953 Stadtkreis Bonn |
| Bonn               | 3 11 000       | 01.08.1969           | E < Bad Godesberg, Buschdorf, Duisdorf, Ippendorf, Lengsdorf, Lessenich und Röttgen; TE < Beuel, Holzlar, Oberkassel und Stieldorf                         |
| Bonn               | 3 14 000       | 01.01.1975           | ÄNr |
| Bönninghausen      | 8 36 512       | 23.08.1946           | B; Kreis, bis 1969 Landkreis Lippstadt |
| Bönninghausen      | 8 36 512       | 01.01.1975           | A > Geseke |
| Bontkirchen        | 8 33 712       | 23.08.1946           | B; Kreis, bis 1969 Landkreis Brilon |
| Bontkirchen        | 8 33 712       | 01.01.1975           | A > Brilon |
| Borchen            | II7 40 411II   | 01.07.1969           | N < Alfen, Kirchborchen und Nordborchen; Landkreis, ab dem 01.10.1969 Kreis Paderborn                                                                      |
| Borchen            | 7 74 012       | 01.01.1975           | E < Etteln; TE < Dörenhagen |
| Borgeln            | 8 40 215       | 23.08.1946           | B; Landkreis Soest |
| Borgeln            | 8 40 215       | 01.07.1969           | A > Welver |
| Borgentreich       | 7 41 211       | 23.08.1946           | B; Kreis, bis 1969 Landkreis Warburg |
| Borgentreich       | 7 62 012       | 01.01.1975           | E < Borgholz, Bühne, Drankhausen, Großeneder, KörbeckeII, Lütgeneder, Manrode, Muddenhagen, Natingen, Natzungen und Rösebeck; ÄK > Kreis Höxter            |
| Borghees           | 1 38 211       | 23.08.1946           | B; Landkreis Rees |
| Borghees           | 1 38 211       | 01.07.1969           | A > Emmerich |
| Borgholz           | 7 41 212       | 23.08.1946           | B; Kreis, bis 1969 Landkreis Warburg |
| Borgholz           | 7 41 212       | 01.01.1975           | A > Borgentreich |
| Borgholzhausen     | 7 34 213       | 23.08.1946           | B; Kreis, bis 1969 Landkreis Halle (Westfalen) |
| Borgholzhausen     | 7 34 213       | 01.10.1964           | GA < > Barnhausen |
| Borgholzhausen     | 7 34 111       | 01.07.1969           | E < Barnhausen, BerghausenI, Casum, Cleve, Hamlingdorf, Holtfeld, Kleekamp, Oldendorf bei Borgholzhausen, Ostbarthausen, Westbarthausen und Wichlinghausen |
| Borgholzhausen     | III7 33 111III | 01.01.1973           | TE < Theenhausen; TA > Halle (Westfalen) (aus Wichlinghausen) und Werther (Westfalen) (aus Barnhausen); ÄK > Kreis Gütersloh                               |
| Borgholzhausen     | 7 54 004       | 01.01.1975           | ÄNr |
| Borghorst          | 5 38 111       | 23.08.1946           | B; Kreis, bis 1969 Landkreis Steinfurt |
| Borghorst          | 5 38 111       | 01.01.1975           | A > Steinfurt |
| Bork               | 5 35 212       | 23.08.1946           | B; Kreis, bis 1969 Landkreis Lüdinghausen |
| Bork               | 5 35 212       | 01.01.1975           | A > Selm |
| Borken             | 5 33 112       | 23.08.1946           | B; Kreis, bis 1969 Landkreis Borken |
| Borken             | 5 33 112       | 01.04.1947           | TE < Kirchspiel Gemen; GA < > Hoxfeld |
| Borken             | 5 33 112       | 01.07.1969           | E < Borkenwirthe, Gemen, Grütlohn, Hoxfeld, Kirchspiel Gemen, Marbeck, Rhedebrügge, Weseke und Westenborken                                                |
| Borken             | 5 54 012       | 01.01.1975           | TA > HeidenI (aus Marbeck) |
| Borkenwirthe       | 5 33 511       | 23.08.1946           | B; Landkreis Borken |
| Borkenwirthe       | 5 33 511       | 01.07.1969           | A > Borken |
| Borkhausen         | I7 33 121I     | 21.01.1947           | ÄL < Lippe; Landkreis, ab dem 01.10.1969 Kreis Detmold |
| Borkhausen         | I7 33 121I     | 01.01.1970           | A > Blomberg |
| Borlinghausen      | 7 41 411       | 23.08.1946           | B; Kreis, bis 1969 Landkreis Warburg |
| Borlinghausen      | 7 41 411       | 01.01.1975           | A > Willebadessen |
| Born               | 7 36 912       | 23.08.1946           | B; Landkreis, ab dem 01.10.1969 Kreis Höxter |
| Born               | 7 36 912       | 01.01.1970           | A > Marienmünster |
| Bornheim           | 3 32 211       | 23.08.1946           | B; Landkreis Bonn |
| Bornheim           | II3 37 113II   | 01.08.1969           | E < Sechtem; TE < Hersel; ÄK > Rhein-Sieg-Kreis |
| Bornheim           | II3 37 113II   | 01.07.1970           | TA > Wesseling |
| Bornheim           | 3 82 012       | 01.01.1975           | TA > Köln (aus Sechtem) |
| Bornholte          | 7 42 611       | 23.08.1946           | B; Landkreis, ab dem 01.10.1969 Kreis Wiedenbrück |
| Bornholte          | 7 42 611       | 01.01.1970           | A > Verl |
| Börninghausen      | 7 38 712       | 23.08.1946           | B; Kreis, bis 1969 Landkreis Lübbecke |
| Börninghausen      | 7 38 712       | 01.01.1973           | A > Preußisch Oldendorf |
| Borntosten         | 8 33 512       | 23.08.1946           | B; Kreis, bis 1969 Landkreis Brilon |
| Borntosten         | 8 33 512       | 01.01.1975           | A > Marsberg |
| Borr               | 3 33 311       | 23.08.1946           | B; Landkreis Euskirchen |
| Borr               | 3 33 311       | 01.07.1969           | A > Erftstadt |
| Borschemich        | 4 33 411       | 23.08.1946           | B; Kreis, bis 1969 Landkreis Erkelenz |
| Borschemich        | 4 33 411       | 01.01.1972           | A > Erkelenz |
| Borth              | 2 37 118       | 23.08.1946           | B; Kreis, bis 1969 Landkreis Moers |
| Borth              | 2 37 118       | 01.04.1951           | E < Ossenberg und Wallach |
| Borth              | 2 37 118       | 01.01.1975           | A > Rheinberg |
| Bösensell          | 5 36 312       | 23.08.1946           | B; Kreis, bis 1969 Landkreis Münster |
| Bösensell          | 5 36 312       | 01.01.1975           | A > Nottuln und Senden (grt) |
| Bösingfeld         | I7 37 128I     | 21.01.1947           | ÄL < Lippe; Landkreis Lemgo |
| Bösingfeld         | I7 37 128I     | 01.01.1969           | A > Extertal |
| Boslar             | 4 34 611       | 23.08.1946           | B; Landkreis Jülich |
| Boslar             | 4 34 611       | 01.07.1969           | A > Linnich |
| Bösperde           | 8 35 411       | 23.08.1946           | B; Kreis, bis 1969 Landkreis Iserlohn |
| Bösperde           | 8 35 411       | 01.01.1975           | A > Menden (Sauerland) |
| Bosseborn          | 7 36 513       | 23.08.1946           | B; Landkreis, ab dem 01.10.1969 Kreis Höxter |
| Bosseborn          | 7 36 513       | 01.01.1970           | A > Höxter |
| Bottenberg         | 8 39 512       | 23.08.1946           | B; Landkreis Siegen |
| Bottenberg         | 8 39 512       | 01.01.1969           | A > Freudenberg |
| Bottrop            | 6 12 000       | 23.08.1946           | B; kreisfreie Stadt, bis 1953 Stadtkreis Bottrop |
| Bottrop            | 5 12 000       | 01.01.1975           | E < Gladbeck; TE < Kirchhellen |
| Bottrop            | 5 12 000       | 06.12.1975           | TA > Gladbeck und Kirchhellen |
| Bottrop            | 5 12 000       | 01.07.1976           | TE < Kirchhellen |
| Bouderath          | 4 36 951       | 23.08.1946           | B; Kreis, bis 1969 Landkreis Schleiden |
| Bouderath          | 4 36 951       | 01.07.1969           | A > Nettersheim |
| Bourheim           | 4 34 512       | 23.08.1946           | B; Kreis, bis 1969 Landkreis Jülich |
| Bourheim           | 4 34 512       | 01.01.1972           | A > Jülich (grt) |

#### Br
| Gemeinde            | AGS          | Datum      | Kreiszugehörigkeit; Maßnahme |
| ------------------- | ------------ | ---------- | --- |
| Braam-Ostwennemar   | 9 41 413     | 23.08.1946 | B; Landkreis Unna |
| Braam-Ostwennemar   | 9 41 413     | 01.01.1968 | A > HammI und UentropII (grt) |
| Brachelen           | 4 37 311     | 23.08.1946 | B; Landkreis Geilenkirchen-Heinsberg |
| Brachelen           | 4 37 311     | 1951       | NÄK > Selfkantkreis Geilenkirchen-Heinsberg |
| Brachelen           | 4 37 311     | 01.01.1972 | A > Hückelhoven (grt) |
| Bracht              | 1 35 119     | 23.08.1946 | B; Landkreis, ab dem 01.10.1969 Kreis Kempen-Krefeld |
| Bracht              | 1 35 119     | 01.01.1970 | A > Brüggen |
| Brackwede           | 7 31 111     | 23.08.1946 | B; Kreis, bis 1969 Landkreis Bielefeld |
| Brackwede           | 7 31 111     | 01.07.1957 | GA < > Senne I |
| Brackwede           | 7 31 111     | 01.01.1970 | E < Holtkamp und Quelle; TE < Isselhorst und Ummeln |
| Brackwede           | 7 31 111     | 01.01.1973 | A > Bielefeld |
| BrakeI              | 7 31 412     | 23.08.1946 | B; Kreis, bis 1969 Landkreis Bielefeld |
| BrakeI              | 7 31 412     | 01.01.1965 | TA > Bielefeld |
| BrakeI              | 7 31 412     | 01.01.1973 | A > Bielefeld |
| BrakeII in Lippe    | 7 37 129     | 21.01.1947 | ÄL < Lippe; Landkreis Lemgo |
| BrakeII in Lippe    | 7 37 129     | 01.01.1969 | A > Lemgo |
| Brakel              | 7 36 314     | 23.08.1946 | B; Kreis, bis 1969 Landkreis Höxter |
| Brakel              | II7 36 112II | 01.01.1970 | E < Beller, Bellersen, Bökendorf, Erkeln, Hembsen, Hinnenburg, IstrupI, Rheder, Riesel und Schmechten                                                                                           |
| Brakel              | 7 62 016     | 01.01.1975 | E < Auenhausen, FrohnhausenIII, Gehrden, Hampenhausen und Siddessen |
| Brakelsiek          | I7 33 122I   | 21.01.1947 | ÄL < Lippe; Landkreis, ab dem 01.10.1969 Kreis Detmold |
| Brakelsiek          | I7 33 122I   | 01.01.1970 | A > Schieder-Schwalenberg |
| Bramey-Lenningsen   | 9 41 414     | 23.08.1946 | B; Landkreis Unna |
| Bramey-Lenningsen   | 9 41 414     | 01.01.1968 | A > Bönen |
| Brand               | 4 31 117     | 23.08.1946 | B; Kreis, bis 1969 Landkreis Aachen |
| Brand               | 4 31 117     | 01.01.1972 | A > Aachen (grt) und Stolberg (Rheinland) |
| Brandenberg         | 4 32 912     | 23.08.1946 | B; Landkreis Düren |
| Brandenberg         | 4 32 912     | 01.07.1969 | A > Hürtgenwald |
| Brauersdorf         | 8 39 714     | 23.08.1946 | B; Landkreis Siegen |
| Brauersdorf         | 8 39 714     | 01.01.1969 | A > Netphen |
| Braunshausen        | 8 33 311     | 23.08.1946 | B; Kreis, bis 1969 Landkreis Brilon |
| Braunshausen        | 8 33 311     | 01.01.1975 | A > Hallenberg |
| Braunsrath          | 4 37 911     | 23.08.1946 | B; Landkreis Geilenkirchen-Heinsberg |
| Braunsrath          | 4 37 911     | 1951       | NÄK > Selfkantkreis Geilenkirchen-Heinsberg |
| Braunsrath          | 4 37 911     | 01.01.1972 | A > Waldfeucht |
| Brauweiler          | 3 34 113     | 23.08.1946 | B; Kreis, bis 1969 Landkreis Köln |
| Brauweiler          | 3 34 113     | 01.01.1964 | E < Geyen |
| Brauweiler          | 3 34 113     | 01.01.1975 | A > Köln, Frechen und Pulheim (grt) |
| Breberen            | I4 37 411I   | 23.08.1946 | B; Landkreis Geilenkirchen-Heinsberg |
| Breberen            | I4 37 411I   | 1951       | NÄK > Selfkantkreis Geilenkirchen-Heinsberg |
| Breberen            | I4 37 411I   | 01.01.1963 | A > Breberen-Schümm |
| Breberen-Schümm     | II4 37 411II | 01.01.1963 | N < Breberen, Gangelt (t) und Schümm; Selfkantkreis Geilenkirchen-Heinsberg |
| Breberen-Schümm     | II4 37 411II | 01.07.1969 | A > Gangelt |
| Breckerfeld         | 9 34 311     | 23.08.1946 | B; Ennepe-Ruhr-Kreis |
| Breckerfeld         | 9 34 111     | 01.01.1970 | E < DahlI; TE < Waldbauer; GA < > Schalksmühle |
| Breckerfeld         | 9 54 004     | 01.01.1975 | TA > HagenI (DahlI und aus Schalksmühle) |
| Bredelar            | 8 33 513     | 23.08.1946 | B; Kreis, bis 1969 Landkreis Brilon |
| Bredelar            | 8 33 513     | 01.09.1960 | TA > Madfeld |
| Bredelar            | 8 33 513     | 01.01.1975 | A > Marsberg |
| Bredenborn          | 7 36 913     | 23.08.1946 | B; Landkreis, ab dem 01.10.1969 Kreis Höxter |
| Bredenborn          | 7 36 913     | 01.01.1970 | A > Marienmünster |
| Bredenscheid-Stüter | 9 34 512     | 23.08.1946 | B; Ennepe-Ruhr-Kreis |
| Bredenscheid-Stüter | 9 34 512     | 01.01.1960 | GA < > Oberstüter |
| Bredenscheid-Stüter | 9 34 512     | 01.01.1970 | A > Hattingen (grt) und Sprockhövel |
| Breidt              | 3 37 312     | 23.08.1946 | B; Siegkreis |
| Breidt              | 3 37 312     | 01.08.1969 | A > Lohmar |
| Breitenbach         | 8 39 715     | 23.08.1946 | B; Landkreis Siegen |
| Breitenbach         | 8 39 715     | 01.07.1966 | A > Siegen |
| Breitenbenden       | 4 36 811     | 23.08.1946 | B; Landkreis Schleiden |
| Breitenbenden       | 4 36 811     | 01.07.1969 | A > Mechernich |
| Breitenbruch        | 8 32 312     | 23.08.1946 | B; Kreis, bis 1969 Landkreis Arnsberg |
| Breitenbruch        | 8 32 312     | 01.01.1975 | A > Arnsberg |
| Breitscheid         | 1 32 212     | 23.08.1946 | B; Kreis, bis 1969 Landkreis Düsseldorf-Mettmann |
| Breitscheid         | 1 32 212     | 01.01.1975 | A > Mülheim an der Ruhr und Ratingen (grt) |
| Bremen              | 8 40 314     | 23.08.1946 | B; Landkreis Soest |
| Bremen              | 8 40 314     | 01.07.1969 | A > Ense |
| Bremerberg          | 7 36 914     | 23.08.1946 | B; Landkreis, ab dem 01.10.1969 Kreis Höxter |
| Bremerberg          | 7 36 914     | 01.01.1970 | A > Marienmünster |
| Bremke              | 7 37 131     | 21.01.1947 | ÄL < Lippe; Landkreis Lemgo |
| Bremke              | 7 37 131     | 01.01.1969 | A > Extertal |
| Brenken             | 7 32 313     | 23.08.1946 | B; Kreis, bis 1969 Landkreis Büren |
| Brenken             | 7 32 313     | 01.01.1975 | A > BürenI |
| Brenkhausen         | 7 36 514     | 23.08.1946 | B; Landkreis, ab dem 01.10.1969 Kreis Höxter |
| Brenkhausen         | 7 36 514     | 01.01.1970 | A > Höxter |
| Breyell             | 1 35 121     | 23.08.1946 | B; Landkreis, ab dem 01.10.1969 Kreis Kempen-Krefeld |
| Breyell             | 1 35 121     | 01.01.1970 | A > Brüggen und Nettetal (grt) |
| Bricht              | 2 38 711     | 23.08.1946 | B; Kreis, bis 1969 Landkreis Rees |
| Bricht              | 2 38 711     | 01.01.1975 | A > Schermbeck |
| Brienen             | 1 36 311     | 23.08.1946 | B; Landkreis Kleve |
| Brienen             | 1 36 311     | 01.07.1969 | A > Kleve |
| Brilon              | 8 33 111     | 23.08.1946 | B; Kreis, bis 1969 Landkreis Brilon |
| Brilon              | 9 58 012     | 01.01.1975 | E < Alme, Bontkirchen, Eßhoff, Hoppecke, Madfeld, Messinghausen, Nehden, Radlinghausen, Rixen, Rösenbeck, Scharfenberg, Thülen und Wülfte; TE < Altenbüren und Antfeld; ÄK > Hochsauerlandkreis |
| Brilon              | 9 58 012     | 01.11.2009 | ÄL < Hessen (TU < Diemelstadt, Landkreis Waldeck-Frankenberg, Regierungsbezirk Kassel) |
| Brochterbeck        | 5 39 611     | 23.08.1946 | B; Kreis, bis 1969 Landkreis Tecklenburg |
| Brochterbeck        | 5 39 611     | 01.01.1975 | A > Ibbenbüren und Tecklenburg (grt) |
| Brockhagen          | 7 34 314     | 23.08.1946 | B; Kreis, bis 1969 Landkreis Halle (Westfalen) |
| Brockhagen          | 7 34 314     | 01.01.1973 | A > Halle (Westfalen) und Steinhagen (grt) |
| Brockhausen         | 8 40 216     | 23.08.1946 | B; Landkreis Soest |
| Brockhausen         | 8 40 216     | 01.07.1969 | A > Lippetal (grt) und Soest |
| Bröderhausen        | 7 38 512     | 23.08.1946 | B; Kreis, bis 1969 Landkreis Lübbecke |
| Bröderhausen        | 7 38 512     | 01.01.1973 | A > Hüllhorst |
| BroichI             | 4 34 513     | 23.08.1946 | B; Kreis, bis 1969 Landkreis Jülich |
| BroichI             | 4 34 513     | 01.01.1972 | A > Jülich |
| BroichII            | 4 36 311     | 23.08.1946 | B; Kreis, bis 1969 Landkreis Schleiden |
| BroichII            | 4 36 311     | 01.01.1972 | A > SchleidenII |
| Broichweiden        | 4 31 118     | 23.08.1946 | B; Kreis, bis 1969 Landkreis Aachen |
| Broichweiden        | 4 31 118     | 01.01.1972 | A > Aachen, Alsdorf und Würselen (grt) |
| Brokhausen          | 7 33 212     | 21.01.1947 | ÄL < Lippe; Landkreis, ab dem 01.10.1969 Kreis Detmold |
| Brokhausen          | 7 33 212     | 01.01.1970 | A > Detmold |
| Brönninghausen      | 7 31 413     | 23.08.1946 | B; Kreis, bis 1969 Landkreis Bielefeld |
| Brönninghausen      | 7 31 413     | 01.01.1973 | A > Bielefeld |
| Bronsfeld           | 4 36 312     | 23.08.1946 | B; Kreis, bis 1969 Landkreis Schleiden |
| Bronsfeld           | 4 36 312     | 01.01.1972 | A > Hellenthal und SchleidenII (grt) |
| Brosen              | 7 37 132     | 21.01.1947 | ÄL < Lippe; Landkreis Lemgo |
| Brosen              | 7 37 132     | 01.01.1969 | A > Kalletal |
| BruchhausenI        | 8 32 412     | 23.08.1946 | B; Landkreis Arnsberg |
| BruchhausenI        | 8 32 412     | 01.04.1960 | TE < Neheim-Hüsten |
| BruchhausenI        | 8 32 412     | ?          | NÄ > Bruchhausen (Ruhr) |
| BruchhausenII       | 8 33 215     | 23.08.1946 | B; Kreis, bis 1969 Landkreis Brilon |
| BruchhausenII       | 8 33 215     | 01.01.1975 | A > Olsberg |
| BruchhausenIII      | 7 36 214     | 23.08.1946 | B; Landkreis, ab dem 01.10.1969 Kreis Höxter |
| BruchhausenIII      | 7 36 214     | 01.01.1970 | A > Höxter |
| Bruchhausen (Ruhr)  | 8 32 412     | ?          | NÄ < BruchhausenI; Kreis, bis 1969 Landkreis Arnsberg |
| Bruchhausen (Ruhr)  | 8 32 412     | 01.01.1975 | A > Arnsberg |
| Bruchmühlen         |              |            | → Westkilver |
| Bruckhausen         |              | 23.08.1946 | B; Landkreis Dinslaken |
| Bruckhausen         | 01.09.1960   | A > Hünxe  | |
| Brüggen             | 1 35 122     | 23.08.1946 | B; Kreis, bis 1969 Landkreis Kempen-Krefeld |
| Brüggen             | II1 35 111II | 01.01.1970 | E < Bracht; TE < Breyell und Kaldenkirchen; TA > Nettetal |
| Brüggen             | II1 35 111II | 01.01.1972 | TE < Elmpt und Niederkrüchten |
| Brüggen             | 1 66 004     | 01.01.1975 | ÄK > Kreis Viersen |
| Brühl               | 3 34 111     | 23.08.1946 | B; Kreis, bis 1969 Landkreis Köln |
| Brühl               | 3 62 012     | 01.01.1975 | TE < Hürth und Wesseling; ÄK > Erftkreis |
| Brühl               | 3 62 012     | 01.11.2003 | NÄK > Rhein-Erft-Kreis |
| Brüllingsen         | 8 40 412     | 23.08.1946 | B; Landkreis Soest |
| Brüllingsen         | 8 40 412     | 01.07.1969 | A > Möhnesee |
| Brünen              | 2 38 712     | 23.08.1946 | B; Kreis, bis 1969 Landkreis Rees |
| Brünen              | 2 38 712     | 01.01.1975 | A > Hamminkeln |
| Brunskappel         | 8 33 216     | 23.08.1946 | B; Kreis, bis 1969 Landkreis Brilon |
| Brunskappel         | 8 33 216     | 01.01.1975 | A > Olsberg |
| Brüntorf            | 7 37 133     | 21.01.1947 | ÄL < Lippe; Landkreis Lemgo |
| Brüntorf            | 7 37 133     | 01.01.1969 | A > Lemgo |
| Brüntrup            | I7 33 123I   | 21.01.1947 | ÄL < Lippe; Landkreis Detmold |
| Brüntrup            | I7 33 123I   | 01.01.1970 | A > Blomberg |

#### Bu und By
| Gemeinde             | AGS          | Datum      | Kreiszugehörigkeit; Maßnahme |
| -------------------- | ------------ | ---------- | --- |
| Buchen               | 8 39 412     | 23.08.1946 | B; Landkreis Siegen |
| Buchen               | 8 39 412     | 01.07.1966 | A > Hüttental |
| BuchholzI            | 9 34 212     | 23.08.1946 | B; Ennepe-Ruhr-Kreis |
| BuchholzI            | 9 34 212     | 01.04.1966 | A > Blankenstein |
| BuchholzII           | 7 39 511     | 23.08.1946 | B; Kreis, bis 1969 Landkreis Minden |
| BuchholzII           | 7 39 511     | 01.01.1973 | A > Petershagen |
| Bucholtwelmen        |              | 23.08.1946 | B; Landkreis Dinslaken |
| Bucholtwelmen        | 01.09.1960   | A > Hünxe  | |
| BudbergI             | 2 37 119     | 23.08.1946 | B; Kreis, bis 1969 Landkreis Moers |
| BudbergI             | 2 37 119     | 01.01.1975 | A > Duisburg, Moers und Rheinberg (grt) |
| BudbergII            | 8 40 711     | 23.08.1946 | B; Landkreis Soest |
| BudbergII            | 8 40 711     | 01.07.1969 | A > Werl |
| BüderichI            | 1 34 115     | 23.08.1946 | B; Landkreis, ab dem 01.10.1969 Kreis Grevenbroich                                                                                             |
| BüderichI            | 1 34 115     | 01.01.1970 | A > Meerbusch |
| BüderichII           | 2 37 121     | 23.08.1946 | B; Kreis, bis 1969 Landkreis Moers |
| BüderichII           | 2 37 121     | 01.01.1975 | A > Wesel |
| Büderich (Westfalen) | II8 40 717II | 01.01.1964 | N < Ostbüderich und Westbüderich; Landkreis Soest                                                                                              |
| Büderich (Westfalen) | II8 40 717II | 01.07.1969 | A > Werl (grt) und Wickede (Ruhr) |
| Büecke               | 8 40 413     | 23.08.1946 | B; Landkreis Soest |
| Büecke               | 8 40 413     | 01.07.1969 | A > Möhnesee |
| Bühl                 | 8 39 513     | 23.08.1946 | B; Landkreis Siegen |
| Bühl                 | 8 39 513     | 15.10.1952 | TA > Oberholzklau |
| Bühl                 | 8 39 513     | 01.01.1969 | A > Freudenberg |
| Bühne                | 7 41 213     | 23.08.1946 | B; Kreis, bis 1969 Landkreis Warburg |
| Bühne                | 7 41 213     | 01.01.1975 | A > Borgentreich |
| BuirI                | 3 31 411     | 23.08.1946 | B; Kreis, bis 1969 Landkreis Bergheim (Erft)                                                                                                   |
| BuirI                | 3 31 411     | 01.01.1975 | A > Kerpen |
| BuirII               | 4 36 952     | 23.08.1946 | B; Landkreis Schleiden |
| BuirII               | 4 36 952     | 01.07.1969 | A > Nettersheim |
| Buisdorf             | 3 37 411     | 23.08.1946 | B; Siegkreis |
| Buisdorf             | 3 37 411     | 01.08.1969 | A > Sankt Augustin (grt) und Siegburg |
| Buke                 | 7 40 213     | 23.08.1946 | B; Kreis, bis 1969 Landkreis Paderborn |
| Buke                 | 7 40 213     | 01.01.1975 | A > Altenbeken |
| Buldern              | 5 34 311     | 23.08.1946 | B; Kreis, bis 1969 Landkreis Coesfeld |
| Buldern              | 5 34 115     | 01.07.1969 | E < Hiddingsel; TE < Limbergen |
| Buldern              | 5 34 115     | 01.01.1975 | A > Dülmen (grt) und Nottuln |
| Bünde                | 7 35 111     | 23.08.1946 | B; Kreis, bis 1969 Landkreis Herford |
| Bünde                | 7 35 111     | 01.01.1969 | E < Ahle, Dünne, Ennigloh, Hüffen, Hunnebrock und Werfen; TE < Bustedt, HolsenI, Muckum, Spradow und Südlengern                                |
| Bünde                | 7 58 004     | 01.01.1975 | ÄNr |
| Bünde                | 7 58 004     | 01.07.2006 | TE < Hiddenhausen |
| Büngern              | 5 33 611     | 23.08.1946 | B; Landkreis Borken |
| Büngern              | 5 33 611     | 01.08.1968 | A > Rhede |
| Burbach              | 8 39 212     | 23.08.1946 | B; Kreis, bis zum 30.09.1969 Landkreis Siegen                                                                                                  |
| Burbach              | 8 39 115     | 01.01.1969 | E < Gilsbach, HolzhausenV, Lippe, Lützeln, Niederdresselndorf, Oberdresselndorf, Wahlbach und Würgendorf                                       |
| Burbach              | 9 70 008     | 01.01.1975 | ÄNr |
| Burbach              | 9 70 008     | 01.01.1984 | NÄK > Kreis Siegen-Wittgenstein |
| Bürbach              | 8 39 812     | 23.08.1946 | B; Landkreis Siegen |
| Bürbach              | 8 39 812     | 01.07.1966 | A > Siegen |
| BürenI               | 7 32 111     | 23.08.1946 | B; Kreis, bis 1969 Landkreis Büren |
| BürenI               | 7 32 111     | 01.01.1975 | E < Ahden, BarkhausenI, Brenken, Eickhoff, Harth, Hegensdorf, SiddinghausenI, Steinhausen, Weiberg, Weine und Wewelsburg; ÄK > Kreis Paderborn |
| BürenII              | 5 34 511     | 23.08.1946 | B; Landkreis Coesfeld |
| BürenII              | 5 34 511     | 01.07.1969 | A > Gescher |
| Burg an der Wupper   | 1 39 112     | 23.08.1946 | B; Rhein-Wupper-Kreis |
| Burg an der Wupper   | 1 39 112     | 01.01.1975 | A > Solingen |
| Burgholdinghausen    | 8 39 413     | 23.08.1946 | B; Landkreis Siegen |
| Burgholdinghausen    | 8 39 413     | 01.01.1969 | A > Kreuztal |
| Burgsteinfurt        | 5 38 112     | 23.08.1946 | B; Kreis, bis 1969 Landkreis Steinfurt |
| Burgsteinfurt        | 5 38 112     | 01.01.1975 | A > Steinfurt |
| Burscheid            | 1 39 113     | 23.08.1946 | B; Rhein-Wupper-Kreis |
| Burscheid            | 3 78 008     | 01.01.1975 | TE < Wermelskirchen; TA > Leverkusen (grt); ÄK > Rheinisch-Bergischer Kreis                                                                    |
| Bürvenich            | 4 32 753     | 23.08.1946 | B; Kreis, bis 1969 Landkreis Düren |
| Bürvenich            | 4 32 753     | 01.01.1972 | A > Zülpich |
| Buschdorf            | 3 32 312     | 23.08.1946 | B; Landkreis Bonn |
| Buschdorf            | 3 32 312     | 01.08.1969 | A > Bonn |
| Büschergrund         | 8 39 514     | 23.08.1946 | B; Landkreis Siegen |
| Büschergrund         | 8 39 514     | 01.01.1969 | A > Freudenberg |
| Buschhoven           | 3 32 411     | 23.08.1946 | B; Landkreis Bonn |
| Buschhoven           | 3 32 411     | 01.08.1969 | A > Swisttal |
| Buschhütten          | 8 39 414     | 23.08.1946 | B; Landkreis Siegen |
| Buschhütten          | 8 39 414     | 01.01.1969 | A > Kreuztal |
| Bustedt              | 7 35 411     | 23.08.1946 | B; Landkreis Herford |
| Bustedt              | 7 35 411     | 01.01.1969 | A > Bünde (grt) und Hiddenhausen |
| Büttendorf           | 7 38 513     | 23.08.1946 | B; Kreis, bis 1969 Landkreis Lübbecke |
| Büttendorf           | 7 38 513     | 01.01.1973 | A > Hüllhorst |
| Büttgen              | 1 34 116     | 23.08.1946 | B; Kreis, bis 1969 Landkreis Grevenbroich |
| Büttgen              | 1 34 116     | 01.01.1975 | A > Kaarst (grt) und Willich |
| Bylerward            | 1 36 413     | 23.08.1946 | B; Landkreis Kleve |
| Bylerward            | 1 36 413     | 01.07.1969 | A > KalkarII |

### C
| Gemeinde               | AGS      | Datum      | Kreiszugehörigkeit; Maßnahme                                                |
| ---------------------- | -------- | ---------- | --------------------------------------------------------------------------- |
| Calenberg              | 7 41 517 | 23.08.1946 | B; Kreis, bis 1969 Landkreis Warburg                                        |
| Calenberg              | 7 41 517 | 01.01.1975 | A > Warburg                                                                 |
| Calle                  | 8 37 511 | 23.08.1946 | B; Kreis, bis 1969 Landkreis Meschede                                       |
| Calle                  | 8 37 511 | 01.01.1975 | A > Meschede, Stadt                                                         |
| Canstein               | 8 33 518 | 23.08.1946 | B; Kreis, bis 1969 Landkreis Brilon                                         |
| Canstein               | 8 33 518 | 01.01.1975 | A > Marsberg                                                                |
| Capelle                | 5 35 611 | 23.08.1946 | B; Kreis, bis 1969 Landkreis Lüdinghausen                                   |
| Capelle                | 5 35 611 | 01.01.1975 | A > Nordkirchen                                                             |
| CappelI                | 7 33 155 | 21.01.1947 | ÄL < Lippe; Landkreis, ab dem 01.10.1969 Kreis Detmold                      |
| CappelI                | 7 33 155 | 01.01.1970 | A > Blomberg (grt) und Detmold                                              |
| CappelII bei Lippstadt | 8 36 113 | 21.01.1947 | ÄL < Lippe; Landkreis Detmold                                               |
| CappelII bei Lippstadt | 8 36 113 | 01.10.1949 | ÄK > Kreis, bis 1969 Landkreis Lippstadt                                    |
| CappelII bei Lippstadt | 8 36 113 | 01.04.1955 | TE < Lippstadt                                                              |
| CappelII bei Lippstadt | 8 36 113 | 01.01.1975 | A > Lippstadt                                                               |
| Castrop-Rauxel         | 9 12 000 | 23.08.1946 | B; kreisfreie Stadt, bis 1953 Stadtkreis Castrop-Rauxel                     |
| Castrop-Rauxel         | 5 62 004 | 01.01.1975 | E < Henrichenburg; ÄK > Kreis Recklinghausen; ÄB > Regierungsbezirk Münster |
| Casum                  | 7 34 216 | 23.08.1946 | B; Landkreis Halle (Westfalen)                                              |
| Casum                  | 7 34 216 | 01.07.1969 | A > Borgholzhausen                                                          |
| Clarholz               | 7 42 312 | 23.08.1946 | B; Landkreis, ab dem 01.10.1969 Kreis Wiedenbrück                           |
| Clarholz               | 7 42 312 | 01.01.1970 | A > Herzebrock (grt) und Oelde                                              |
| Cleve                  | 7 34 218 | 23.08.1946 | B; Landkreis Halle (Westfalen)                                              |
| Cleve                  | 7 34 218 | 01.07.1969 | A > Borgholzhausen                                                          |
| Cobbenrode             | 8 37 312 | 23.08.1946 | B; Landkreis Meschede                                                       |
| Cobbenrode             | 8 37 312 | ?          | NÄ > Cobbenrode (Sauerland)                                                 |
| Cobbenrode (Sauerland) | 8 37 312 | ?          | NÄ < Cobbenrode; Kreis, bis 1969 Landkreis Meschede                         |
| Cobbenrode (Sauerland) | 8 37 312 | 01.01.1975 | A > Eslohe (Sauerland)                                                      |
| Coesfeld               | 5 34 111 | 23.08.1946 | B; Kreis, bis zum 30.09.1969 Landkreis Coesfeld                             |
| Coesfeld               | 5 34 111 | 31.12.1961 | TA > Kirchspiel Coesfeld                                                    |
| Coesfeld               | 5 34 111 | 01.07.1969 | E < Kirchspiel Coesfeld                                                     |
| Coesfeld               | 5 58 012 | 01.01.1975 | E < LetteI; TE < BillerbeckI (aus dem Kirchspiel Billerbeck) und Darup      |
| Coesfeld, Kirchspiel   |          |            | → Kirchspiel Coesfeld                                                       |
| Costedt                | 7 39 411 | 23.08.1946 | B; Kreis, bis 1969 Landkreis Minden                                         |
| Costedt                | 7 39 411 | 01.01.1973 | A > Porta Westfalica                                                        |

### D
| Gemeinde                  | AGS          | Datum                                    | Kreiszugehörigkeit; Maßnahme |
| ------------------------- | ------------ | ---------------------------------------- | --- |
| Dabringhausen             | 1 39 211     | 23.08.1946                               | B; Rhein-Wupper-Kreis |
| Dabringhausen             | 1 39 211     | 01.01.1975                               | A > Wermelskirchen |
| Dackmar                   | 5 40 611     | 23.08.1946                               | B; Landkreis Warendorf |
| Dackmar                   | 5 40 611     | 01.07.1969                               | A > Sassenberg (grt) und Warendorf |
| DahlI                     | 9 34 312     | 23.08.1946                               | B; Ennepe-Ruhr-Kreis |
| DahlI                     | 9 34 312     | 01.01.1970                               | A > Breckerfeld (grt) und HagenI |
| DahlII                    | 7 40 412     | 23.08.1946                               | B; Kreis, bis 1969 Landkreis Paderborn |
| DahlII                    | 7 40 412     | 01.01.1975                               | A > Paderborn |
| Dahlbruch                 | 8 39 612     | 23.08.1946                               | B; Landkreis Siegen |
| Dahlbruch                 | 8 39 612     | 01.01.1969                               | A > Hilchenbach (grt) und Kreuztal |
| Dahle                     | 8 31 611     | 23.08.1946                               | B; Landkreis Altena |
| Dahle                     | 8 31 611     | 01.01.1969                               | A > Altena |
| Dahlem                    | 4 36 913     | 23.08.1946                               | B; Landkreis Schleiden |
| Dahlem                    | 4 36 116     | 01.07.1969                               | E < Baasem, Berk, Kronenburg und Schmidtheim |
| Dahlem                    | 3 33 118     | 01.01.1972                               | ÄK > Kreis Euskirchen; ÄB > Regierungsbezirk Köln |
| Dahlem                    | 3 66 012     | 01.01.1975                               | ÄNr |
| Dalborn                   | I7 33 124I   | 21.01.1947                               | ÄL < Lippe; Landkreis, ab dem 01.10.1969 Kreis Detmold |
| Dalborn                   | I7 33 124I   | 01.01.1970                               | A > Blomberg |
| Dalhausen                 | 7 36 215     | 23.08.1946                               | B; Landkreis, ab dem 01.10.1969 Kreis Höxter |
| Dalhausen                 | 7 36 215     | 01.01.1970                               | A > Beverungen |
| DalheimI                  | 7 41 512     | 23.08.1946                               | B; Kreis, bis 1969 Landkreis Warburg |
| DalheimI                  | 7 41 512     | 01.01.1975                               | A > Warburg |
| DalheimII                 | 7 32 213     | 10.08.1952                               | N < Dalheim-Blankenrode (t); Kreis, bis 1969 Landkreis Büren |
| DalheimII                 | 7 32 213     | 01.01.1975                               | A > Lichtenau (grt), Marsberg und Wünnenberg |
| Dalheim-Blankenrode       |              | 23.08.1946                               | B; Landkreis Büren |
| Dalheim-Blankenrode       | 10.08.1952   | A > Blankenrode, DalheimII und Elisenhof | |
| Damm                      | 2 38 713     | 23.08.1946                               | B; Kreis, bis 1969 Landkreis Rees |
| Damm                      | 2 38 713     | 01.01.1975                               | A > Schermbeck |
| Dämmerwald                | 2 38 714     | 23.08.1946                               | B; Kreis, bis 1969 Landkreis Rees |
| Dämmerwald                | 2 38 714     | 01.01.1975                               | A > Schermbeck |
| Dankersen                 | 7 39 713     | 23.08.1946                               | B; Kreis, bis 1969 Landkreis Minden |
| Dankersen                 | 7 39 713     | 01.01.1973                               | A > Minden |
| Darfeld                   | 5 34 611     | 23.08.1946                               | B; Landkreis Coesfeld |
| Darfeld                   | 5 34 611     | 01.07.1969                               | A > Rosendahl |
| Darup                     | 5 34 711     | 23.08.1946                               | B; Kreis, bis 1969 Landkreis Coesfeld |
| Darup                     | 5 34 711     | 01.01.1975                               | A > Coesfeld, Dülmen und Nottuln (grt) |
| Daseburg                  | 7 41 214     | 23.08.1946                               | B; Kreis, bis 1969 Landkreis Warburg |
| Daseburg                  | 7 41 214     | 01.01.1975                               | A > Warburg |
| Datteln                   | 6 37 212     | 23.08.1946                               | B; Kreis, bis 1969 Landkreis Recklinghausen |
| Datteln                   | 6 37 116     | 01.01.1965                               | ÄNr |
| Datteln                   | 5 62 008     | 01.01.1975                               | E < Ahsen und Horneburg |
| Dattenfeld                | I3 37 115I   | 23.08.1946                               | B; Siegkreis |
| Dattenfeld                | I3 37 115I   | 01.08.1969                               | A > Windeck |
| Dedinghausen              | 8 36 513     | 23.08.1946                               | B; Kreis, bis 1969 Landkreis Lippstadt |
| Dedinghausen              | 8 36 513     | 01.01.1975                               | A > Lippstadt |
| Dehlentrup                | 7 33 213     | 21.01.1947                               | ÄL < Lippe; Landkreis, ab dem 01.10.1969 Kreis Detmold |
| Dehlentrup                | 7 33 213     | 01.01.1970                               | A > Detmold (als Stadtteil Klüt) |
| Dehme                     | 7 39 611     | 23.08.1946                               | B; Kreis, bis 1969 Landkreis Minden |
| Dehme                     | 7 39 611     | 01.10.1966                               | TE < Eidinghausen |
| Dehme                     | 7 39 611     | 01.01.1973                               | A > Bad Oeynhausen |
| Deifeld                   | 8 33 412     | 23.08.1946                               | B; Landkreis Brilon |
| Deifeld                   | 8 33 412     | 01.07.1969                               | A > Medebach |
| Deilinghofen              | 8 35 312     | 23.08.1946                               | B; Kreis, bis 1969 Landkreis Iserlohn |
| Deilinghofen              | 8 35 312     | 01.01.1975                               | A > Hemer |
| Deiringsen                | 8 40 513     | 23.08.1946                               | B; Landkreis Soest |
| Deiringsen                | 8 40 513     | 01.07.1969                               | A > Soest |
| Delbrück                  | 7 40 311     | 23.08.1946                               | B; Kreis, bis 1969 Landkreis Paderborn |
| Delbrück                  | 7 40 311     | 01.08.1964                               | E < Dorfbauerschaft |
| Delbrück                  | 7 40 311     | 01.07.1966                               | TA > HagenIII |
| Delbrück                  | 7 74 020     | 01.01.1975                               | E < Anreppen, Bentfeld, Boke, HagenIII und Westerloh; TE < Ostenland und Westenholz |
| Delecke                   | 8 40 414     | 23.08.1946                               | B; Landkreis Soest |
| Delecke                   | 8 40 414     | ?                                        | NÄ > Delecke (Möhnesee) |
| Delecke (Möhnesee)        | 8 40 414     | ?                                        | NÄ < Delecke; Landkreis Soest |
| Delecke (Möhnesee)        | 8 40 414     | 01.07.1969                               | A > Möhnesee |
| Dellwig                   | 9 41 216     | 23.08.1946                               | B; Landkreis Unna |
| Dellwig                   | 9 41 216     | 01.08.1964                               | A > Langschede |
| Denklingen                | I3 35 113I   | 23.08.1946                               | B; Oberbergischer Kreis |
| Denklingen                | I3 35 113I   | 01.07.1969                               | A > Bergneustadt, Gummersbach, Reichshof (grt), Waldbröl und Wiehl (grt) |
| Derichsweiler             | 4 32 651     | 23.08.1946                               | B; Kreis, bis 1969 Landkreis Düren |
| Derichsweiler             | 4 32 651     | 01.01.1972                               | A > Düren |
| Derne                     | 9 41 313     | 23.08.1946                               | B; Landkreis Unna |
| Derne                     | 9 41 313     | 01.01.1968                               | A > Kamen |
| Destel                    | 7 38 611     | 23.08.1946                               | B; Kreis, bis 1969 Landkreis Lübbecke |
| Destel                    | 7 38 611     | 01.01.1973                               | A > Espelkamp und Stemwede (grt) |
| Detmold                   | 7 33 125     | 21.01.1947                               | ÄL < Lippe; Kreis, bis 1969 Landkreis Detmold |
| Detmold                   | II7 33 113II | 01.01.1970                               | E < BarkhausenIII, Berlebeck, Brokhausen, Dehlentrup (als Stadtteil Klüt), Hakedahl, Heidenoldendorf, Heiligenkirchen, Hiddesen, Hornoldendorf, Jerxen-Orbke, Leistrup-Meiersfeld (als Stadtteil Diestelbruch), Loßbruch, Mosebeck, Niederschönhagen, NienhagenI, Niewald, Oettern-Bremke, PivitsheideI Vogtei Horn, Remmighausen, Spork-Eichholz und VahlhausenII bei Detmold; TE < Bentrup, CappelI, Oberschönhagen, PivitsheideII Vogtei Lage und Schönemark |
| Detmold                   | II7 37 117II | 01.01.1973                               | ÄK > Kreis Lippe |
| Detmold                   | 7 66 020     | 01.01.1975                               | ÄNr |
| Deuz                      | 8 39 716     | 23.08.1946                               | B; Landkreis Siegen |
| Deuz                      | 8 39 716     | 01.01.1969                               | A > Netphen |
| D’horn                    | II4 32 413II | 01.07.1969                               | N < Merode und Schlich-D’horn |
| D’horn                    | II4 32 413II | 01.01.1972                               | A > Düren und Langerwehe (grt) |
| Dhünn                     | 1 39 212     | 23.08.1946                               | B; Rhein-Wupper-Kreis |
| Dhünn                     | 1 39 212     | 01.01.1975                               | A > Wermelskirchen |
| Diebrock                  | 7 35 412     | 23.08.1946                               | B; Landkreis Herford |
| Diebrock                  | 7 35 412     | 01.01.1969                               | A > Herford |
| Diedenshausen             | 8 42 219     | 23.08.1946                               | B; Kreis, bis 1969 Landkreis Wittgenstein |
| Diedenshausen             | 8 42 219     | 01.01.1965                               | TE < Gutsbezirk Sayn-Wittgenstein-Berleburg |
| Diedenshausen             | 8 42 219     | 01.01.1975                               | A > Bad Berleburg |
| Dielingen                 | 7 38 312     | 23.08.1946                               | B; Kreis, bis 1969 Landkreis Lübbecke |
| Dielingen                 | 7 38 312     | 01.01.1973                               | A > Stemwede |
| Diersfordt                | 1 38 612     | 23.08.1946                               | B; Kreis, bis 1969 Landkreis Rees |
| Diersfordt                | 1 38 612     | 01.01.1975                               | A > Hamminkeln und Wesel (grt) |
| Diestedde                 | 5 32 412     | 23.08.1946                               | B; Kreis, bis 1969 Landkreis Beckum |
| Diestedde                 | 5 32 412     | 01.01.1975                               | A > Wadersloh |
| Diestelbruch              |              |                                          | → Leistrup-Meiersfeld |
| Dillnhütten               | 8 39 813     | 23.08.1946                               | B; Landkreis Siegen |
| Dillnhütten               | 8 39 813     | 01.07.1966                               | A > Hüttental |
| Dingden                   | 5 33 113     | 23.08.1946                               | B; Kreis, bis 1969 Landkreis Borken |
| Dingden                   | 5 33 113     | 01.01.1975                               | A > Bocholt und Hamminkeln (grt) |
| Dinker                    | 8 40 217     | 23.08.1946                               | B; Landkreis Soest |
| Dinker                    | 8 40 217     | 01.07.1969                               | A > Welver |
| Dinslaken                 | 2 31 111     | 23.08.1946                               | B; Kreis, bis 1969 Landkreis Dinslaken |
| Dinslaken                 | 1 70 008     | 01.01.1975                               | TE < Walsum; GA < > Voerde (Niederrhein); TA > Duisburg; ÄK > Kreis Wesel |
| Dinslaken                 | 1 70 008     | 01.01.1977                               | TE < Voerde (Niederrhein) |
| Dirlenbach                | 8 39 515     | 23.08.1946                               | B; Landkreis Kreis Siegen |
| Dirlenbach                | 8 39 515     | 01.01.1969                               | A > Freudenberg |
| Dirmerzheim               | 3 33 411     | 23.08.1946                               | B; Landkreis Euskirchen |
| Dirmerzheim               | 3 33 411     | 01.07.1969                               | A > Erftstadt |
| Disternich                | 4 32 951     | 23.08.1946                               | B; Landkreis Düren |
| Disternich                | 4 32 951     | 01.07.1969                               | A > Müddersheim |
| Döhren                    | 7 39 714     | 23.08.1946                               | B; Kreis, bis 1969 Landkreis Minden |
| Döhren                    | 7 39 714     | 01.01.1973                               | A > Petershagen |
| Dolberg                   | 5 32 212     | 23.08.1946                               | B; Landkreis Beckum |
| Dolberg                   | 5 32 212     | 01.07.1969                               | A > Ahlen |
| Dollendorf                | 4 36 215     | 23.08.1946                               | B; Landkreis Schleiden |
| Dollendorf                | 4 36 215     | 01.07.1969                               | A > Blankenheim |
| Dom-Esch                  | 3 33 511     | 23.08.1946                               | B; Landkreis Euskirchen |
| Dom-Esch                  | 3 33 511     | 01.07.1969                               | A > Euskirchen |
| Donop                     | 7 33 126     | 21.01.1947                               | ÄL < Lippe; Landkreis, ab dem 01.10.1969 Kreis Detmold |
| Donop                     | 7 33 126     | 01.01.1970                               | A > Blomberg |
| Donsbrüggen               | 1 36 611     | 23.08.1946                               | B; Landkreis Kleve |
| Donsbrüggen               | 1 36 611     | 01.07.1969                               | A > Kleve |
| Dörenhagen                | 7 40 413     | 23.08.1946                               | B; Kreis, bis 1969 Landkreis Paderborn |
| Dörenhagen                | 7 40 413     | 01.01.1975                               | A > Borchen (grt) und Paderborn |
| Dörentrup                 | II7 37 144II | 01.01.1969                               | N < Asmissen (t), Bega (t), Hillentrup (t), Humfeld (t), Lemgo (t), Lüdenhausen (t), Schwelentrup (t) und Wendlinghausen (t); Kreis, bis zum 30.09.1969 Landkreis Lemgo |
| Dörentrup                 | II7 37 144II | 01.01.1973                               | ÄK > Kreis Lippe |
| Dörentrup                 | 7 66 024     | 01.01.1975                               | ÄNr |
| Dorfbauerschaft           | 7 40 312     | 23.08.1946                               | B; Landkreis Paderborn |
| Dorfbauerschaft           | 7 40 312     | 01.08.1964                               | A > Delbrück |
| Dorfwelver                | 8 40 218     | 23.08.1946                               | B; Landkreis Soest |
| Dorfwelver                | 8 40 218     | 01.07.1969                               | A > Welver |
| Dorlar                    | 8 37 415     | 23.08.1946                               | B; Kreis, bis 1969 Landkreis Meschede |
| Dorlar                    | 8 37 415     | 01.01.1975                               | A > Schmallenberg |
| Dormagen                  | 1 34 211     | 23.08.1946                               | B; Kreis, bis 1969 Landkreis Grevenbroich |
| Dormagen                  | 1 34 128     | 01.07.1969                               | E < Hackenbroich |
| Dormagen                  | 1 62 004     | 01.01.1975                               | E < Gohr, Nievenheim, Straberg und Zons; TE < Köln; ÄK > Kreis Neuss |
| Dormagen                  | 1 62 004     | 01.07.2003                               | NÄK > Rhein-Kreis Neuss |
| Dornick                   | 1 38 812     | 23.08.1946                               | B; Landkreis Rees |
| Dornick                   | 1 38 812     | 01.07.1969                               | A > Emmerich |
| Dorsten                   | 6 37 412     | 23.08.1946                               | B; Kreis, bis 1969 Landkreis Recklinghausen |
| Dorsten                   | 5 62 012     | 01.01.1975                               | E < Rhade und Wulfen; TE < Altendorf-Ulfkotte, Altschermbeck, Gahlen, Kirchhellen, Lembeck und Lippramsdorf |
| Dorsten                   | 5 62 012     | 06.12.1975                               | TA > Kirchhellen |
| Dorsten                   | 5 62 012     | 01.07.1976                               | TE < Kirchhellen |
| Dorsten                   | 5 62 012     | 01.01.1986                               | TA > Haltern |
| Dortmund                  | 9 13 000     | 23.08.1946                               | B; kreisfreie Stadt, bis 1953 Stadtkreis Dortmund |
| Dortmund                  | 9 13 000     | 01.07.1950                               | GA < > Lünen |
| Dortmund                  | 9 13 000     | 01.01.1975                               | TE < Garenfeld, HolzenII, Lichtendorf und Westhofen; TA > HagenI und Schwerte |
| Dorweiler                 | 3 33 611     | 23.08.1946                               | B; Landkreis Euskirchen |
| Dorweiler                 | 3 33 611     | 01.07.1969                               | A > Erftstadt |
| Dössel                    | 7 41 513     | 23.08.1946                               | B; Kreis, bis 1969 Landkreis Warburg |
| Dössel                    | 7 41 513     | 01.01.1975                               | A > Warburg |
| Dotzlar                   | 8 42 221     | 23.08.1946                               | B; Kreis, bis 1969 Landkreis Wittgenstein |
| Dotzlar                   | 8 42 221     | 01.01.1975                               | A > Bad Berleburg |
| Doveren                   | 4 33 212     | 23.08.1946                               | B; Kreis, bis 1969 Landkreis Erkelenz |
| Doveren                   | 4 33 212     | 01.01.1972                               | A > Erkelenz und Hückelhoven (grt) |
| Drabenderhöhe             | Ia3 35 114Ia | 23.08.1946                               | B; Oberbergischer Kreis |
| Drabenderhöhe             | Ia3 35 114Ia | 1960                                     | NÄ > Bielstein |
| Drankhausen               | 7 41 215     | 23.08.1946                               | B; Kreis, bis 1969 Landkreis Warburg |
| Drankhausen               | 7 41 215     | 01.01.1975                               | A > Borgentreich |
| Dreiborn                  | 4 36 113     | 23.08.1946                               | B; Kreis, bis 1969 Landkreis Schleiden |
| Dreiborn                  | 4 36 113     | 01.01.1972                               | A > SchleidenII (grt) und Simmerath |
| Dreierwalde               | 5 39 512     | 23.08.1946                               | B; Kreis, bis 1969 Landkreis Tecklenburg |
| Dreierwalde               | 5 39 512     | 01.01.1975                               | A > Hörstel |
| Dreislar                  | 8 33 413     | 23.08.1946                               | B; Landkreis Brilon |
| Dreislar                  | 8 33 413     | 01.07.1969                               | A > Medebach |
| Dreis-Tiefenbach          | 8 39 717     | 23.08.1946                               | B; Landkreis Siegen |
| Dreis-Tiefenbach          | 8 39 717     | 01.01.1969                               | A > Netphen |
| Dremmen                   | 4 37 751     | 23.08.1946                               | B; Landkreis Geilenkirchen-Heinsberg |
| Dremmen                   | 4 37 751     | 1951                                     | NÄK > Selfkantkreis Geilenkirchen-Heinsberg |
| Dremmen                   | 4 37 751     | 01.01.1969                               | A > Oberbruch-Dremmen |
| Drenke                    | 7 36 216     | 23.08.1946                               | B; Landkreis, ab dem 01.10.1969 Kreis Höxter |
| Drenke                    | 7 36 216     | 01.01.1970                               | A > Beverungen |
| Drensteinfurt             | 5 35 311     | 23.08.1946                               | B; Kreis, bis zum 30.09.1969 Landkreis Lüdinghausen |
| Drensteinfurt             | 5 35 115     | 01.07.1969                               | E < Kirchspiel Drensteinfurt und Walstedde |
| Drensteinfurt             | 5 70 016     | 01.01.1975                               | TE < Rinkerode; ÄK > Kreis Warendorf |
| Drensteinfurt, Kirchspiel |              |                                          | → Kirchspiel Drensteinfurt |
| Drevenack                 | 2 38 715     | 23.08.1946                               | B; Kreis, bis 1969 Landkreis Rees |
| Drevenack                 | 2 38 715     | 01.01.1975                               | A > Hünxe |
| Drewer                    | 8 36 412     | 23.08.1946                               | B; Kreis, bis 1969 Landkreis Lippstadt |
| Drewer                    | 8 36 412     | 01.01.1975                               | A > Rüthen (grt) und Warstein |
| Dreyen                    | 7 35 213     | 23.08.1946                               | B; Landkreis Herford |
| Dreyen                    | 7 35 213     | 01.01.1969                               | A > Enger |
| Dringenberg               | 7 41 313     | 23.08.1946                               | B; Kreis, bis 1969 Landkreis Warburg |
| Dringenberg               | 7 41 313     | 01.01.1975                               | A > Bad Driburg |
| Drohne                    | 7 38 313     | 23.08.1946                               | B; Kreis, bis 1969 Landkreis Lübbecke |
| Drohne                    | 7 38 313     | 01.01.1973                               | A > Stemwede |
| Drolshagen                | 8 38 412     | 23.08.1946                               | B; Kreis, bis zum 30.09.1969 Landkreis Olpe |
| Drolshagen                | 8 38 112     | 01.07.1969                               | TE < Drolshagen-Land, Lieberhausen und Rhode |
| Drolshagen                | 9 66 008     | 01.01.1975                               | ÄNr |
| Drolshagen-Land           | 8 38 411     | 23.08.1946                               | B; Landkreis Olpe |
| Drolshagen-Land           | 8 38 411     | 01.01.1959                               | TE < Lieberhausen |
| Drolshagen-Land           | 8 38 411     | 01.07.1969                               | A > Drolshagen (grt) und Lieberhausen |
| Drove                     | 4 32 513     | 23.08.1946                               | B; Landkreis Düren |
| Drove                     | 4 32 513     | 01.07.1969                               | A > Kreuzau |
| Druffel                   | 7 42 512     | 23.08.1946                               | B; Landkreis, ab dem 01.10.1969 Kreis Wiedenbrück |
| Druffel                   | 7 42 512     | 01.04.1956                               | GA < > Rietberg |
| Druffel                   | 7 42 512     | 01.01.1970                               | A > Rietberg |
| Düdinghausen              | 8 33 414     | 23.08.1946                               | B; Landkreis Brilon |
| Düdinghausen              | 8 33 414     | 01.07.1969                               | A > Medebach |
| Duisburg                  | 2 12 000     | 23.08.1946                               | B; kreisfreie Stadt, bis 1953 Stadtkreis Duisburg |
| Duisburg                  | 1 12 000     | 01.01.1975                               | E < Homberg und Rheinhausen; TE < BudbergI, Dinslaken, Moers, Rheinkamp, Rumeln-Kaldenhausen und Walsum |
| Duisdorf                  | 3 32 313     | 23.08.1946                               | B; Landkreis Bonn |
| Duisdorf                  | 3 32 313     | 01.08.1969                               | A > Bonn |
| Dülken                    | I1 35 111I   | 23.08.1946                               | B; Landkreis, ab dem 01.10.1969 Kreis Kempen-Krefeld |
| Dülken                    | I1 35 111I   | 01.01.1970                               | A > Nettetal und Viersen (grt) |
| Dülmen                    | 5 34 112     | 23.08.1946                               | B; Kreis Coesfeld |
| Dülmen                    | 5 58 016     | 01.01.1975                               | E < Merfeld und Rorup; TE < Buldern, Darup, Kirchspiel Dülmen, Kirchspiel Haltern und Limbergen |
| Dülmen, Kirchspiel        |              |                                          | → Kirchspiel Dülmen |
| Dünne                     | 7 35 312     | 23.08.1946                               | B; Landkreis Herford |
| Dünne                     | 7 35 312     | 01.01.1969                               | A > Bünde |
| Dürboslar                 | 4 34 213     | 23.08.1946                               | B; Kreis, bis 1969 Landkreis Jülich |
| Dürboslar                 | 4 34 213     | 01.01.1972                               | A > Aldenhoven |
| Düren                     | 4 32 111     | 23.08.1946                               | B; Kreis, bis 1969 Landkreis Düren |
| Düren                     | 4 32 111     | 01.01.1972                               | E < Arnoldsweiler, Birgel, Birkesdorf, Derichsweiler, Echtz-Konzendorf, Gürzenich, Mariaweiler-Hoven und Merken; TE < D’horn (aus Schlich-D’horn), Kreuzau (aus Stockheim), Lendersdorf (aus Berzbuir-Kufferath und Lendersdorf-Krauthausen), MerzenichI und Niederau |
| Düren                     | 3 39 112     | 01.08.1972                               | ÄB > Regierungsbezirk Köln |
| Düren                     | 3 58 008     | 01.01.1975                               | ÄNr |
| Dürscheven                | 3 33 211     | 23.08.1946                               | B; Landkreis Euskirchen |
| Dürscheven                | 3 33 211     | 01.07.1969                               | A > Zülpich |
| Dürwiß                    | 4 34 311     | 23.08.1946                               | B; Kreis, bis 1969 Landkreis Jülich |
| Dürwiß                    | 4 34 311     | 01.01.1972                               | A > EschweilerI |
| Düsseldorf                | 1 11 000     | 23.08.1946                               | B; kreisfreie Stadt, bis 1953 Stadtkreis Düsseldorf |
| Düsseldorf                | 1 11 000     | 01.01.1975                               | E < Angermund, Hubbelrath und Wittlaer; TE < Erkrath, Hasselbeck-Schwarzbach, Hilden und Monheim |
| Düsseldorf                | 1 11 000     | 01.06.1976                               | TA > Monheim |
| Düsseldorf                | 1 11 000     | 31.12.1979                               | TA > Ratingen |
| Dützen                    | 7 39 213     | 23.08.1946                               | B; Kreis, bis 1969 Landkreis Minden |
| Dützen                    | 7 39 213     | 01.01.1973                               | A > Minden |

### E

#### Eb bis Eh
| Gemeinde         | AGS        | Datum      | Kreiszugehörigkeit; Maßnahme                     |
| ---------------- | ---------- | ---------- | ------------------------------------------------ |
| Ebbesloh         | 7 31 211   | 23.08.1946 | B; Landkreis Bielefeld                           |
| Ebbesloh         | 7 31 211   | 01.01.1970 | A > Gütersloh                                    |
| EbbinghausenI    | 7 32 412   | 23.08.1946 | B; Kreis, bis 1969 Landkreis Büren               |
| EbbinghausenI    | 7 32 412   | 01.01.1975 | A > Lichtenau                                    |
| EbbinghausenII   | 8 36 314   | 23.08.1946 | B; Kreis, bis 1969 Landkreis Lippstadt           |
| EbbinghausenII   | 8 36 314   | 01.01.1975 | A > Erwitte                                      |
| Echthausen       | 8 32 413   | 23.08.1946 | B; Landkreis Arnsberg                            |
| Echthausen       | 8 32 413   | 01.07.1969 | A > Wickede (Ruhr)                               |
| Echtrop          | 8 40 415   | 23.08.1946 | B; Landkreis Soest                               |
| Echtrop          | 8 40 415   | 01.07.1969 | A > Möhnesee                                     |
| Echtz-Konzendorf | 4 32 411   | 23.08.1946 | B; Kreis, bis 1969 Landkreis Düren               |
| Echtz-Konzendorf | 4 32 411   | 01.01.1972 | A > Düren                                        |
| Eckenhagen       | I3 35 115I | 23.08.1946 | B; Oberbergischer Kreis                          |
| Eckenhagen       | I3 35 115I | 01.07.1969 | A > Reichshof                                    |
| Eckmannshausen   | 8 39 718   | 23.08.1946 | B; Landkreis Siegen                              |
| Eckmannshausen   | 8 39 718   | 01.01.1969 | A > Netphen                                      |
| Ederen           | 4 34 612   | 23.08.1946 | B; Landkreis Jülich                              |
| Ederen           | 4 34 612   | 01.07.1969 | A > Linnich                                      |
| Effeld           | 4 37 952   | 23.08.1946 | B; Landkreis Geilenkirchen-Heinsberg             |
| Effeld           | 4 37 952   | 1951       | NÄK > Selfkantkreis Geilenkirchen-Heinsberg      |
| Effeld           | 4 37 952   | 01.01.1972 | A > Wassenberg                                   |
| Effeln           | 8 36 413   | 23.08.1946 | B; Kreis, bis 1969 Landkreis Lippstadt           |
| Effeln           | 8 36 413   | 01.01.1975 | A > Anröchte (grt), Lippstadt und Rüthen         |
| Effelsberg       | 3 33 752   | 23.08.1946 | B; Landkreis Euskirchen                          |
| Effelsberg       | 3 33 752   | 01.07.1969 | A > Bad Münstereifel                             |
| Eggeberg         | 7 34 315   | 23.08.1946 | B; Landkreis Halle (Westfalen)                   |
| Eggeberg         | 7 34 315   | 01.07.1969 | A > Halle (Westfalen)                            |
| Eggerode         | 5 31 411   | 23.08.1946 | B; Landkreis Ahaus                               |
| Eggerode         | 5 31 411   | 01.07.1969 | A > Schöppingen                                  |
| Eggerscheidt     | 1 32 213   | 23.08.1946 | B; Kreis, bis 1969 Landkreis Düsseldorf-Mettmann |
| Eggerscheidt     | 1 32 213   | 01.01.1975 | A > Ratingen                                     |
| Eggersheim       | 4 32 852   | 23.08.1946 | B; Landkreis Düren                               |
| Eggersheim       | 4 32 852   | 01.01.1969 | A > Nörvenich                                    |
| Ehningsen        | 8 40 219   | 23.08.1946 | B; Landkreis Soest                               |
| Ehningsen        | 8 40 219   | 01.07.1969 | A > Welver                                       |
| Ehrentrup        | 7 33 127   | 21.01.1947 | B; Landkreis, ab dem 01.10.1969 Kreis Detmold    |
| Ehrentrup        | 7 33 127   | 01.01.1970 | A > Lage                                         |
| Ehringhausen     | 8 36 514   | 23.08.1946 | B; Kreis, bis 1969 Landkreis Lippstadt           |
| Ehringhausen     | 8 36 514   | 01.01.1975 | A > Geseke                                       |
| Ehrsen-Breden    | 7 37 134   | 21.01.1947 | ÄL < Lippe; Landkreis Lemgo                      |
| Ehrsen-Breden    | 7 37 134   | 19.12.1950 | TA > Schötmar                                    |
| Ehrsen-Breden    | 7 37 134   | 19.12.1956 | TA > Schötmar                                    |
| Ehrsen-Breden    | 7 37 134   | 01.01.1969 | A > Bad Salzuflen                                |

#### Ei
| Gemeinde       | AGS          | Datum      | Kreiszugehörigkeit; Maßnahme                           |
| -------------- | ------------ | ---------- | ------------------------------------------------------ |
| Eichen         | 8 39 415     | 23.08.1946 | B; Landkreis Siegen                                    |
| Eichen         | 8 39 415     | 01.12.1960 | E < Bockenbach und Stendenbach                         |
| Eichen         | 8 39 415     | 01.07.1964 | GA < > Krombach                                        |
| Eichen         | 8 39 415     | 01.01.1969 | A > Kreuztal                                           |
| Eicherscheid   | 4 35 211     | 23.08.1946 | B; Kreis, bis 1969 Landkreis Monschau                  |
| Eicherscheid   | 4 35 211     | 01.01.1972 | A > Simmerath (grt)                                    |
| Eichholz       |              |            | → Vordereichholz                                       |
| Eickelborn     | 8 40 612     | 23.08.1946 | B; Kreis, bis 1969 Landkreis Soest                     |
| Eickelborn     | 8 40 119     | 01.07.1969 | ÄNr: ohne Zugehörigkeit zum Amt Oestinghausen          |
| Eickelborn     | 8 40 119     | 01.01.1975 | A > Bad Sassendorf, Lippetal und Lippstadt (grt)       |
| Eickhoff       | 7 32 314     | 23.08.1946 | B; Kreis, bis 1969 Landkreis Büren                     |
| Eickhoff       | 7 32 314     | 01.01.1975 | A > BürenI                                             |
| Eickhorst      | 7 39 311     | 23.08.1946 | B; Kreis, bis 1969 Landkreis Minden                    |
| Eickhorst      | 7 39 311     | 01.01.1973 | A > Hille                                              |
| Eicks          | 4 36 613     | 23.08.1946 | B; Landkreis Schleiden                                 |
| Eicks          | 4 36 613     | 01.07.1969 | A > Mechernich                                         |
| Eickum         | 7 35 413     | 23.08.1946 | B; Landkreis Herford                                   |
| Eickum         | 7 35 413     | 01.01.1969 | A > Herford                                            |
| Eidinghausen   | 7 39 612     | 23.08.1946 | B; Kreis, bis 1969 Landkreis Minden                    |
| Eidinghausen   | 7 39 612     | 01.10.1966 | TA > Dehme                                             |
| Eidinghausen   | 7 39 612     | 01.01.1973 | A > Bad Oeynhausen                                     |
| Eikeloh        | 8 36 315     | 23.08.1946 | B; Kreis, bis 1969 Landkreis Lippstadt                 |
| Eikeloh        | 8 36 315     | 01.01.1975 | A > Erwitte (grt) und Geseke                           |
| Eilendorf      | 4 31 119     | 23.08.1946 | B; Kreis, bis 1969 Landkreis Aachen                    |
| Eilendorf      | 4 31 119     | 01.01.1972 | A > Aachen                                             |
| Eilhausen      | 7 38 411     | 23.08.1946 | B; Kreis, bis 1969 Landkreis Lübbecke                  |
| Eilhausen      | 7 38 411     | 01.01.1973 | A > Lübbecke                                           |
| Eilmsen        | 8 40 221     | 23.08.1946 | B; Landkreis Soest                                     |
| Eilmsen        | 8 40 221     | 01.07.1969 | A > UentropII und Welver (grt)                         |
| Eilshausen     | 7 35 414     | 23.08.1946 | B; Landkreis Herford                                   |
| Eilshausen     | 7 35 414     | 01.01.1969 | A > Hiddenhausen                                       |
| Eilversen      | 7 36 915     | 23.08.1946 | B; Landkreis Höxter                                    |
| Eilversen      | 7 36 915     | 01.01.1970 | A > Marienmünster                                      |
| Einecke        | 8 40 222     | 23.08.1946 | B; Landkreis Soest                                     |
| Einecke        | 8 40 222     | 01.07.1969 | A > Welver                                             |
| Eineckerholsen | 8 40 223     | 23.08.1946 | B; Landkreis Soest                                     |
| Eineckerholsen | 8 40 223     | 01.07.1969 | A > Welver                                             |
| Einen          | 5 40 511     | 23.08.1946 | B; Kreis, bis 1969 Landkreis Warendorf                 |
| Einen          | 5 40 511     | 01.01.1975 | A > Telgte und Warendorf (grt)                         |
| Eisbergen      | 7 39 412     | 23.08.1946 | B; Kreis, bis 1969 Landkreis Minden                    |
| Eisbergen      | 7 39 412     | 01.01.1973 | A > Porta Westfalica                                   |
| Eisborn        | 8 32 217     | 23.08.1946 | B; Kreis, bis 1969 Landkreis Arnsberg                  |
| Eisborn        | 8 32 217     | 01.01.1975 | A > Balve                                              |
| Eiserfeld      | 8 39 311     | 23.08.1946 | B; Kreis, bis 1969 Landkreis Siegen                    |
| Eiserfeld      | 8 39 112     | 01.07.1966 | E < Eisern, Gosenbach, Niederschelden und Oberschelden |
| Eiserfeld      | 8 39 112     | 01.01.1975 | A > Siegen                                             |
| Eisern         | 8 39 911     | 23.08.1946 | B; Landkreis Siegen                                    |
| Eisern         | 8 39 911     | 01.07.1966 | A > Eiserfeld                                          |
| Eissen         | 7 41 412     | 23.08.1946 | B; Kreis, bis 1969 Landkreis Warburg                   |
| Eissen         | 7 41 412     | 01.01.1975 | A > Willebadessen                                      |
| Eitorf         | I3 37 116I   | 23.08.1946 | B; Siegkreis                                           |
| Eitorf         | II3 37 114II | 01.08.1969 | TE < Uckerath; ÄK > Rhein-Sieg-Kreis                   |
| Eitorf         | 3 82 016     | 01.01.1975 | ÄNr                                                    |

#### El und Em
| Gemeinde            | AGS        | Datum      | Kreiszugehörigkeit; Maßnahme                                                                  |
| ------------------- | ---------- | ---------- | --------------------------------------------------------------------------------------------- |
| Elbrinxen           | 7 33 128   | 21.01.1947 | ÄL < Lippe; Landkreis, ab dem 01.10.1969 Kreis Detmold                                        |
| Elbrinxen           | 7 33 128   | 01.01.1970 | A > Lügde                                                                                     |
| Eldagsen            | 7 39 512   | 23.08.1946 | B; Kreis, bis 1969 Landkreis Minden                                                           |
| Eldagsen            | 7 39 512   | 01.01.1973 | A > Petershagen                                                                               |
| Elfgen              | 1 34 711   | 23.08.1946 | B; Landkreis Grevenbroich                                                                     |
| Elfgen              | 1 34 711   | 01.08.1964 | A > Garzweiler, Grevenbroich (grt) und Gustorf                                                |
| Elfsen              | 8 40 514   | 23.08.1946 | B; Landkreis Soest                                                                            |
| Elfsen              | 8 40 514   | 01.07.1969 | A > Bad Sassendorf (grt) und Soest                                                            |
| Elisenhof           | 7 32 214   | 23.08.1946 | B; Kreis, bis 1969 Landkreis Büren                                                            |
| Elisenhof           | 7 32 214   | 10.08.1952 | N < Dalheim-Blankenrode (t)                                                                   |
| Elisenhof           | 7 32 214   | 01.01.1975 | A > Lichtenau und Wünnenberg (grt)                                                            |
| Elkeringhausen      | 8 33 612   | 23.08.1946 | B; Kreis, bis 1969 Landkreis Brilon                                                           |
| Elkeringhausen      | 8 33 612   | 01.01.1975 | A > Winterberg                                                                                |
| Ellen               | 4 32 712   | 23.08.1946 | B; Landkreis Düren                                                                            |
| Ellen               | 4 32 712   | 01.07.1969 | A > Niederzier                                                                                |
| Elleringhausen      | 8 33 217   | 23.08.1946 | B; Kreis, bis 1969 Landkreis Brilon                                                           |
| Elleringhausen      | 8 33 217   | 01.01.1975 | A > Olsberg                                                                                   |
| Ellingsen           | 8 40 416   | 23.08.1946 | B; Landkreis Soest                                                                            |
| Ellingsen           | 8 40 416   | 01.07.1969 | A > Möhnesee                                                                                  |
| Elmpt               | 4 33 112   | 23.08.1946 | B; Kreis, bis 1969 Landkreis Erkelenz                                                         |
| Elmpt               | 4 33 112   | 01.01.1972 | ÄK > Kreis Heinsberg; TA > Brüggen                                                            |
| Elmpt               | 4 33 112   | 01.08.1972 | ÄB > Regierungsbezirk Köln                                                                    |
| Elmpt               | 4 33 112   | 01.01.1975 | A > Brüggen und Niederkrüchten (grt)                                                          |
| Elpe                | 8 33 218   | 23.08.1946 | B; Kreis, bis 1969 Landkreis Brilon                                                           |
| Elpe                | 8 33 218   | 01.01.1975 | A > Bestwig und Olsberg (grt)                                                                 |
| Elsdorf             | 3 62 016   | 01.01.1975 | N < Angelsdorf, Elsdorf (Rheinland), Esch, Heppendorf (t), Niederembt und Oberembt; Erftkreis |
| Elsdorf             | 3 62 016   | 01.11.2003 | NÄK > Rhein-Erft-Kreis                                                                        |
| Elsdorf (Rheinland) | 3 31 512   | 23.08.1946 | B; Kreis, bis 1969 Landkreis Bergheim (Erft)                                                  |
| Elsdorf (Rheinland) | 3 31 512   | 01.01.1975 | A > Elsdorf                                                                                   |
| Elsen               | 7 40 511   | 23.08.1946 | B; Kreis, bis 1969 Landkreis Paderborn                                                        |
| Elsen               | 7 40 511   | 01.01.1975 | A > Paderborn                                                                                 |
| Elsig               | 3 33 212   | 23.08.1946 | B; Landkreis Euskirchen                                                                       |
| Elsig               | 3 33 212   | 01.07.1969 | A > Euskirchen                                                                                |
| Elsoff              | 8 42 222   | 23.08.1946 | B; Kreis, bis 1969 Landkreis Wittgenstein                                                     |
| Elsoff              | 8 42 222   | 01.01.1975 | A > Bad Berleburg                                                                             |
| Elspe               | 8 38 311   | 23.08.1946 | B; Landkreis Olpe                                                                             |
| Elspe               | 8 38 311   | 01.07.1969 | A > Lennestadt                                                                                |
| Elte                | 5 38 511   | 23.08.1946 | B; Kreis, bis 1969 Landkreis Steinfurt                                                        |
| Elte                | 5 38 511   | 01.01.1975 | A > Hörstel und Rheine (grt)                                                                  |
| Elten               | 1 38 212   | 23.08.1946 | B; Kreis, bis 1949 und von 1963 bis 1969 Landkreis Rees                                       |
| Elten               | 1 38 212   | 23.04.1949 | ÄS > Niederlande (U > Drostambt Elten)                                                        |
| Elten               | 1 38 212   | 01.08.1963 | ÄS < Niederlande (U < Drostambt Elten)                                                        |
| Elten               | 1 38 115   | 01.07.1969 | ÄNr                                                                                           |
| Elten               | 1 38 115   | 01.01.1975 | A > Emmerich                                                                                  |
| Elverdissen         | 7 35 415   | 23.08.1946 | B; Landkreis Herford                                                                          |
| Elverdissen         | 7 35 415   | 01.01.1969 | A > Herford                                                                                   |
| Embken              | 4 32 754   | 23.08.1946 | B; Kreis, bis 1969 Landkreis Düren                                                            |
| Embken              | 4 32 754   | 01.01.1972 | A > Nideggen                                                                                  |
| Emmerich            | 1 38 111   | 23.08.1946 | B; Kreis, bis 1969 Landkreis Rees                                                             |
| Emmerich            | 1 38 111   | 01.07.1969 | E < Borghees, Dornick, Hüthum, Klein-Netterden, Praest und Vrasselt                           |
| Emmerich            | 1 54 008   | 01.01.1975 | ÄK > Kreis Kleve; E < Elten                                                                   |
| Emmerich            | 1 54 008   | 01.12.2001 | NÄ > Emmerich am Rhein                                                                        |
| Emmerich am Rhein   | 1 54 008   | 01.12.2001 | NÄ < Emmerich; Kreis Kleve                                                                    |
| Emmericher Eyland   | 1 36 312   | 23.08.1946 | B; Landkreis Kleve                                                                            |
| Emmericher Eyland   | 1 36 312   | 01.07.1969 | A > KalkarII                                                                                  |
| Empel               | b1 38 412b | 1963       | NÄ < Hurl; Kreis, bis 1969 Landkreis Rees                                                     |
| Empel               | b1 38 412b | 01.01.1975 | A > Rees                                                                                      |
| Emsdetten           | 5 38 113   | 23.08.1946 | B; Kreis, bis 1969 Landkreis Steinfurt                                                        |
| Emsdetten           | 5 38 113   | 01.07.1969 | E < Hembergen                                                                                 |
| Emsdetten           | 5 66 008   | 01.01.1975 | TE < Greven, Mesum, Rheine links der Ems und Saerbeck; TA > Rheine                            |

#### En und Ep
| Gemeinde              | AGS          | Datum      | Kreiszugehörigkeit; Maßnahme |
| --------------------- | ------------ | ---------- | --- |
| Endorf                | 8 32 513     | 23.08.1946 | B; Kreis, bis 1969 Landkreis Arnsberg |
| Endorf                | 8 32 513     | 01.01.1975 | A > Finnentrop und Sundern (Sauerland) (grt) |
| Engar                 | 7 41 413     | 23.08.1946 | B; Kreis, bis 1969 Landkreis Warburg |
| Engar                 | 7 41 413     | 01.01.1975 | A > Willebadessen |
| Engelgau              | 4 36 953     | 23.08.1946 | B; Kreis, bis 1969 Landkreis Schleiden |
| Engelgau              | 4 36 953     | 01.07.1969 | A > Nettersheim |
| Engelsdorf            | 4 34 514     | 23.08.1946 | B; Kreis, bis 1969 Landkreis Jülich |
| Engelsdorf            | 4 34 514     | 01.01.1972 | A > Aldenhoven |
| Engelskirchen         | 3 36 211     | 23.08.1946 | B; Rheinisch-Bergischer Kreis |
| Engelskirchen         | 3 74 008     | 01.01.1975 | TE < Gimborn, Hohkeppel, Overath und Ründeroth; TA > Lindlar und Wiehl |
| Enger                 | 7 35 214     | 23.08.1946 | B; Kreis, bis 1969 Landkreis Herford |
| Enger                 | 7 35 112     | 01.01.1969 | E < Belke-Steinbeck, Besenkamp, Dreyen, Oldinghausen, Pödinghausen, Siele und Westerenger; TE < HerringhausenI                                                                                  |
| Enger                 | 7 58 008     | 01.01.1975 | ÄNr |
| Engershausen          | 7 38 713     | 23.08.1946 | B; Kreis, bis 1969 Landkreis Lübbecke |
| Engershausen          | 7 38 713     | 01.01.1973 | A > Preußisch Oldendorf |
| Enkesen bei Paradiese | 8 40 224     | 23.08.1946 | B; Landkreis Soest |
| Enkesen bei Paradiese | 8 40 224     | 01.07.1969 | A > Soest |
| Enkesen im Klei       | 8 40 515     | 23.08.1946 | B; Landkreis Soest |
| Enkesen im Klei       | 8 40 515     | 01.07.1969 | A > Bad Sassendorf |
| Enkhausen             | 8 32 414     | 23.08.1946 | B; Kreis, bis 1969 Landkreis Arnsberg |
| Enkhausen             | 8 32 414     | 01.01.1975 | A > Sundern (Sauerland) |
| Ennepetal             | 9 34 112     | 01.04.1949 | N < Milspe und Voerde; Ennepe-Ruhr-Kreis |
| Ennepetal             | 9 34 112     | 01.01.1970 | TA > HagenI |
| Ennepetal             | 9 54 008     | 01.01.1975 | TA > HagenI |
| Enniger               | 5 32 611     | 23.08.1946 | B; Kreis, bis 1969 Landkreis Beckum |
| Enniger               | 5 32 611     | 01.01.1975 | A > Ennigerloh |
| Ennigerloh            | 5 32 113     | 23.08.1946 | B; Kreis, bis 1969 Landkreis Beckum |
| Ennigerloh            | 5 32 113     | 01.07.1949 | TA > Kirchspiel Oelde |
| Ennigerloh            | 5 70 020     | 01.01.1975 | E < Enniger, Ostenfelde und Westkirchen; TE < Neubeckum; ÄK > Kreis Warendorf |
| Ennigloh              | 7 35 313     | 23.08.1946 | B; Landkreis Herford |
| Ennigloh              | 7 35 313     | 01.01.1969 | A > Bünde |
| Ense                  | II8 40 111II | 01.07.1969 | N < Bilme, Bittingen, Bremen, Gerlingen, Höingen, Hünningen, Lüttringen, Niederense, Oberense, Parsit, Ruhne, Sieveringen, Volbringen und Waltringen; Kreis, bis zum 30.09.1969 Landkreis Soest |
| Ense                  | 9 74 012     | 01.01.1975 | ÄNr |
| EntrupI               | 7 36 711     | 23.08.1946 | B; Landkreis Höxter |
| EntrupI               | 7 36 711     | 01.01.1970 | A > Nieheim |
| EntrupII              | 7 37 135     | 21.01.1947 | ÄL < Lippe; Landkreis Lemgo |
| EntrupII              | 7 37 135     | 01.01.1969 | A > Lemgo |
| Enzen                 | 3 33 813     | 23.08.1946 | B; Landkreis Euskirchen |
| Enzen                 | 3 33 813     | 01.07.1969 | A > Zülpich |
| Epe                   | 5 31 116     | 23.08.1946 | B; Kreis, bis 1969 Landkreis Ahaus |
| Epe                   | 5 31 116     | 01.01.1975 | A > Gronau (Westfalen) |
| Epprath               |              | 23.08.1946 | B; Landkreis Bergheim (Erft) |
| Epprath               | 01.10.1956   | A > Kaster | |
| Epsingsen             | 8 40 225     | 23.08.1946 | B; Landkreis Soest |
| Epsingsen             | 8 40 225     | 01.07.1969 | A > Soest |

#### Er
| Gemeinde      | AGS          | Datum      | Kreiszugehörigkeit; Maßnahme |
| ------------- | ------------ | ---------- | --- |
| Erder         | 7 37 136     | 21.01.1947 | ÄL < Lippe; Landkreis Lemgo |
| Erder         | 7 37 136     | 01.07.1966 | TE < Forstbezirk Langenholzhausen |
| Erder         | 7 37 136     | 01.01.1969 | A > Kalletal |
| Erftstadt     | II3 33 111II | 01.07.1969 | N < Bliesheim, Borr, Dirmerzheim, Dorweiler, Erp, Friesheim, Gymnich, Kierdorf, Lechenich, Liblar, Niederberg, Pingsheim und Wissersheim; Kreis, bis zum 30.09.1969 Landkreis Euskirchen                                                                           |
| Erftstadt     | 3 62 020     | 01.01.1975 | TA > Nörvenich (Dorweiler, Pingsheim, Wissersheim [grt] und aus Gymnich); ÄK > Erftkreis |
| Erftstadt     | 3 62 020     | 01.11.2003 | NÄK > Rhein-Erft-Kreis |
| Ergste        | 8 35 212     | 23.08.1946 | B; Landkreis Iserlohn |
| Ergste        | 8 35 212     | 01.01.1975 | A > Schwerte |
| Eringerfeld   | 8 36 515     | 23.08.1946 | B; Kreis, bis 1969 Landkreis Lippstadt |
| Eringerfeld   | 8 36 515     | 01.01.1975 | A > Geseke |
| Erkelenz      | 4 33 111     | 23.08.1946 | B; Kreis, bis 1969 Landkreis Erkelenz |
| Erkelenz      | 4 33 111     | 01.01.1972 | E < Borschemich, Golkrath, Granterath, Holzweiler, Immerath, Keyenberg, Kückhoven und Venrath; TE < Doveren, Gerderath, LövenichI, Schwanenberg, Wegberg und Wickrath; ÄK > Kreis Heinsberg                                                                        |
| Erkelenz      | 3 40 111     | 01.08.1972 | ÄB > Regierungsbezirk Köln |
| Erkelenz      | 3 70 004     | 01.01.1975 | ÄNr |
| Erkeln        | 7 36 315     | 23.08.1946 | B; Landkreis, ab dem 01.10.1969 Kreis Höxter |
| Erkeln        | 7 36 315     | 01.01.1970 | A > Brakel |
| Erkrath       | 1 32 122     | 23.08.1946 | B; Kreis, bis 1969 Landkreis Düsseldorf-Mettmann |
| Erkrath       | 1 58 004     | 01.01.1975 | E < Hochdahl; TE < Haan und Hilden; TA > Düsseldorf; ÄK > Kreis Mettmann |
| Erle          | 6 37 413     | 23.08.1946 | B; Kreis, bis 1969 Landkreis Recklinghausen |
| Erle          | 6 37 413     | 01.01.1975 | A > Raesfeld |
| Erlinghausen  | 8 33 514     | 23.08.1946 | B; Kreis, bis 1969 Landkreis Brilon |
| Erlinghausen  | 8 33 514     | 01.01.1975 | A > Marsberg |
| Ermsinghausen | 8 36 516     | 23.08.1946 | B; Kreis, bis 1969 Landkreis Lippstadt |
| Ermsinghausen | 8 36 516     | 01.01.1975 | A > Geseke (grt) und Lippstadt |
| Erndtebrück   | 8 42 312     | 23.08.1946 | B; Kreis, bis 1969 Landkreis Wittgenstein |
| Erndtebrück   | 8 42 312     | 01.01.1970 | TE < Netphen (aus Nauholz) |
| Erndtebrück   | 9 70 012     | 01.01.1975 | E < Balde, Benfe, Birkefehl, Birkelbach, Schameder, Womelsdorf und Zinse; TE < Amtshausen, Nauholz und Stünzel; ÄK > Kreis Siegen |
| Erndtebrück   | 9 70 012     | 01.01.1984 | NÄK > Kreis Siegen-Wittgenstein |
| Erp           | 3 33 612     | 23.08.1946 | B; Landkreis Euskirchen |
| Erp           | 3 33 612     | 01.07.1969 | A > Erftstadt |
| Erpentrup     | 7 36 412     | 23.08.1946 | B; Landkreis Höxter |
| Erpentrup     | 7 36 412     | 01.01.1970 | A > Bad Driburg |
| Ersdorf       | 3 32 514     | 23.08.1946 | B; Landkreis Bonn |
| Ersdorf       | 3 32 514     | 01.08.1969 | A > Meckenheim |
| Erwitte       | 8 36 316     | 23.08.1946 | B; Kreis, bis 1969 Landkreis Lippstadt |
| Erwitte       | 9 74 016     | 01.01.1975 | E < Berenbrock, Böckum, EbbinghausenII, Horn-Millinghausen, Merklinghausen-Wiggeringhausen, Norddorf, Schallern, Schmerlecke, Seringhausen, Stirpe, VöllinghausenI und Weckinghausen; TE < Bad Westernkotten, Eikeloh, Langeneicke und Lippstadt; ÄK > Kreis Soest |
| Erwitzen      | 7 36 712     | 23.08.1946 | B; Landkreis Höxter |
| Erwitzen      | 7 36 712     | 01.01.1970 | A > Nieheim |

#### Es
| Gemeinde               | AGS      | Datum      | Kreiszugehörigkeit; Maßnahme |
| ---------------------- | -------- | ---------- | --- |
| Esbeck                 | 8 36 517 | 23.08.1946 | B; Kreis, bis 1969 Landkreis Lippstadt |
| Esbeck                 | 8 36 517 | 01.01.1975 | A > Lippstadt |
| Esborn                 | 9 34 613 | 23.08.1946 | B; Ennepe-Ruhr-Kreis |
| Esborn                 | 9 34 613 | 01.01.1970 | A > Sprockhövel und Wetter (Ruhr) (grt) |
| Esch                   | 3 31 513 | 23.08.1946 | B; Kreis, bis 1969 Landkreis Bergheim (Erft) |
| Esch                   | 3 31 513 | 01.01.1975 | A > Elsdorf |
| Eschenbach             | 8 39 719 | 23.08.1946 | B; Landkreis Siegen |
| Eschenbach             | 8 39 719 | 01.01.1969 | A > Netphen |
| Eschenbruch            | 7 33 129 | 21.01.1947 | ÄL < Lippe; Landkreis, ab dem 01.10.1969 Kreis Detmold |
| Eschenbruch            | 7 33 129 | 01.01.1970 | A > Blomberg |
| EschweilerI            | 4 31 112 | 23.08.1946 | B; Kreis, bis 1969 Landkreis Aachen |
| EschweilerI            | 4 31 112 | 01.01.1972 | E < Dürwiß, Laurenzberg, Lohn und Weisweiler; TE < Gressenich und Kinzweiler |
| EschweilerI            | 3 38 113 | 01.08.1972 | ÄB > Regierungsbezirk Köln |
| EschweilerI            | 3 54 012 | 01.01.1975 | ÄNr |
| EschweilerI            | 3 34 012 | 21.10.2009 | ÄK > Städteregion Aachen |
| EschweilerII über Feld | 4 32 853 | 23.08.1946 | B; Landkreis Düren |
| EschweilerII über Feld | 4 32 853 | 01.01.1969 | A > Nörvenich |
| EschweilerIII          | 3 33 814 | 23.08.1946 | B; Landkreis Euskirchen |
| EschweilerIII          | 3 33 814 | 01.07.1969 | A > Bad Münstereifel |
| Eslohe                 | 8 37 311 | 23.08.1946 | B; Landkreis Meschede |
| Eslohe                 | 8 37 311 | ?          | NÄ > Eslohe (Sauerland) |
| Eslohe (Sauerland)     | 8 37 311 | ?          | NÄ < Eslohe; Kreis, bis 1969 Landkreis Meschede |
| Eslohe (Sauerland)     | 9 58 016 | 01.01.1975 | E < Cobbenrode (Sauerland) und Wenholthausen (Sauerland); TE < Finnentrop (aus Schliprüthen), Lennestadt (aus Oedingen) und Reiste (Sauerland); TA > Schmallenberg; ÄK > Hochsauerlandkreis |
| Espelkamp              | 7 38 811 | 23.08.1946 | B; Kreis, bis 1969 Landkreis Lübbecke |
| Espelkamp              | 7 38 811 | 01.06.1957 | TE < Fabbenstedt |
| Espelkamp              | 7 38 112 | 01.01.1966 | TE < Fabbenstedt, Frotheim und Tonnenheide; TA > Rahden |
| Espelkamp              | 7 39 113 | 01.01.1973 | E < Fabbenstedt; TE < Alswede, Destel, Frotheim, Hedem, Isenstedt, Lashorst, Lübbecke, Tonnenheide, Twiehausen, Varl und Vehlage; GA < > Rahden; ÄK > Kreis Minden-Lübbecke                 |
| Espelkamp              | 7 70 008 | 01.01.1975 | ÄNr |
| Essen                  | 2 13 000 | 23.08.1946 | B; kreisfreie Stadt, bis 1953 Stadtkreis Essen |
| Essen                  | 2 13 000 | 01.01.1970 | E < AltendorfII (als Stadtteil Burgaltendorf) |
| Essen                  | 1 13 000 | 01.01.1975 | TE < Kettwig |
| Essen                  | 1 13 000 | 01.10.2006 | TA > OberhausenI |
| Essentho               | 7 32 612 | 23.08.1946 | B; Kreis, bis 1969 Landkreis Büren |
| Essentho               | 7 32 612 | 01.01.1975 | A > Marsberg |
| Esserden               | 1 38 512 | 23.08.1946 | B; Landkreis Rees |
| Esserden               | 1 38 512 | 01.07.1969 | A > Rees |
| Eßhoff                 | 8 33 219 | 23.08.1946 | B; Kreis, bis 1969 Landkreis Brilon |
| Eßhoff                 | 8 33 219 | 01.01.1975 | A > Brilon |
| Essig                  | 3 32 412 | 23.08.1946 | B; Landkreis Bonn |
| Essig                  | 3 32 412 | 01.08.1969 | A > Swisttal |
| Estern                 | 5 34 512 | 23.08.1946 | B; Landkreis Coesfeld |
| Estern                 | 5 34 512 | 01.07.1969 | A > Gescher |
| Estern-Büren           | 5 31 512 | 23.08.1946 | B; Landkreis Ahaus |
| Estern-Büren           | 5 31 512 | 01.08.1964 | A > Kirchspiel Stadtlohn |
| Estinghausen           | 8 32 415 | 23.08.1946 | B; Kreis, bis 1969 Landkreis Arnsberg |
| Estinghausen           | 8 32 415 | 01.01.1975 | A > Sundern (Sauerland) |

#### Et bis Ey
| Gemeinde    | AGS          | Datum      | Kreiszugehörigkeit; Maßnahme |
| ----------- | ------------ | ---------- | --- |
| Etteln      | 7 32 215     | 23.08.1946 | B; Kreis, bis 1969 Landkreis Büren |
| Etteln      | 7 32 215     | 01.01.1975 | A > Borchen |
| Euenheim    | 3 33 213     | 23.08.1946 | B; Landkreis Euskirchen |
| Euenheim    | 3 33 213     | 01.07.1969 | A > Euskirchen |
| Euskirchen  | I3 33 111I   | 23.08.1946 | B; Kreis, bis 1969 Landkreis Euskirchen |
| Euskirchen  | II3 33 112II | 01.07.1969 | E < Billig, Dom-Esch, Elsig, Euenheim, Flamersheim, Frauenberg, Großbüllesheim, Kleinbüllesheim, Kreuzweingarten-Rheder, Kuchenheim, Niederkastenholz, Palmersheim, Roitzheim, Schweinheim, Stotzheim, Weidesheim, Wißkirchen und Wüschheim; TE < Arloff |
| Euskirchen  | 3 66 016     | 01.01.1975 | ÄNr |
| Eversberg   | 8 37 211     | 23.08.1946 | B; Kreis, bis 1969 Landkreis Meschede |
| Eversberg   | 8 37 211     | 01.01.1975 | A > Bestwig und Meschede, Stadt (grt) |
| Eversen     | 7 36 713     | 23.08.1946 | B; Landkreis, ab dem 01.10.1969 Kreis Höxter |
| Eversen     | 7 36 713     | 01.01.1970 | A > Nieheim |
| Everswinkel | 5 40 112     | 23.08.1946 | B; Kreis, bis 1969 Landkreis Warendorf |
| Everswinkel | 5 70 024     | 01.01.1975 | TE < Alverskirchen (grt) und Telgte (aus Kirchspiel Telgte); TA > Warendorf |
| Evingsen    | 8 35 313     | 23.08.1946 | B; Landkreis Iserlohn |
| Evingsen    | 8 35 313     | 01.01.1963 | TE > Altena |
| Evingsen    | 8 35 313     | 01.01.1969 | A > Altena (grt) und Ihmert |
| Exter       | 7 35 911     | 23.08.1946 | B; Landkreis Herford |
| Exter       | 7 35 911     | 01.12.1961 | TE < Valdorf |
| Exter       | 7 35 911     | 01.01.1969 | A > Vlotho |
| Extertal    | II7 37 128II | 01.01.1969 | N < Almena, Asmissen (t), Bösingfeld, Bremke, Göstrup, Heidelbeck (t), Kükenbruch, Laßbruch, Meierberg, Nalhof, RottII, Schönhagen (t) und Silixen; Kreis, bis zum 30.09.1969 Landkreis Lemgo                                                            |
| Extertal    | II7 37 128II | 01.10.1971 | ÄL < Niedersachsen (TU < Krankenhagen und Wennenkamp, Landkreis Grafschaft Schaumburg, Regierungsbezirk Hannover) |
| Extertal    | II7 37 128II | 01.01.1973 | ÄK > Kreis Lippe |
| Extertal    | 7 66 028     | 01.01.1975 | ÄNr |
| Eyll        | 2 33 511     | 23.08.1946 | B; Landkreis Geldern |
| Eyll        | 2 33 511     | 01.07.1969 | A > Kerken |